# Gavarnie-Gèdre (Hautes-Pyrénées)
Gavarnie-Gèdre est, depuis le 1er janvier 2016, une commune nouvelle française située dans le département des Hautes-Pyrénées, en région Occitanie. Elle est issue du regroupement des deux communes de Gavarnie et Gèdre.

## Géographie

### Localisation
Avec près de 227 km2 de superficie, Gavarnie-Gèdre est une commune des Hautes-Pyrénées très étendue : il s'agit de la plus grande commune d'Occitanie en termes de superficie et la 6e de France métropolitaine. Elle est limitrophe de l'Espagne, au-delà des cirques de Troumouse, d'Estaubé et de Gavarnie (d'est en ouest). Une partie importante du territoire communal fait partie du parc national des Pyrénées.
Par ailleurs, Gavarnie-Gèdre est la commune française la plus méridionale traversée par le méridien de Greenwich.
En 1997, le massif du Mont-Perdu dont fait partie le cirque de Gavarnie a été classé au patrimoine mondial de l'UNESCO au double titre de paysage naturel et culturel.
L'altitude maximale, avec 3298m , est atteinte par le Vignemale ou Pique Longue à l'extrémité Ouest du territoire communal, à la frontière avec l'Espagne et les communes de Cauterets et Torla. Les points les plus culminants à Gavarnie-Gèdre sont principalement regroupés à proximité du Cirque de Gavarnie et le Cirque d'Estaubé: le Pic du Marboré (3248m), le Pic Oriental (3161m), le Pic Badet (3160m), le Pic de la Munia (3133m) ou encore le Taillon (3144m).

### Communes limitrophes
Gavarnie-Gèdre est limitrophe de l'Espagne (Aragon) et de trois autres communes françaises.
|                         | Luz-Saint-Sauveur |                   |
| Cauterets               | Gavarnie-Gèdre    | Aragnouet         |
| Torla-Ordesa ( Espagne) | Fanlo ( Espagne)  | Bielsa ( Espagne) |

### Paysages et relief

Sélection de vues du village
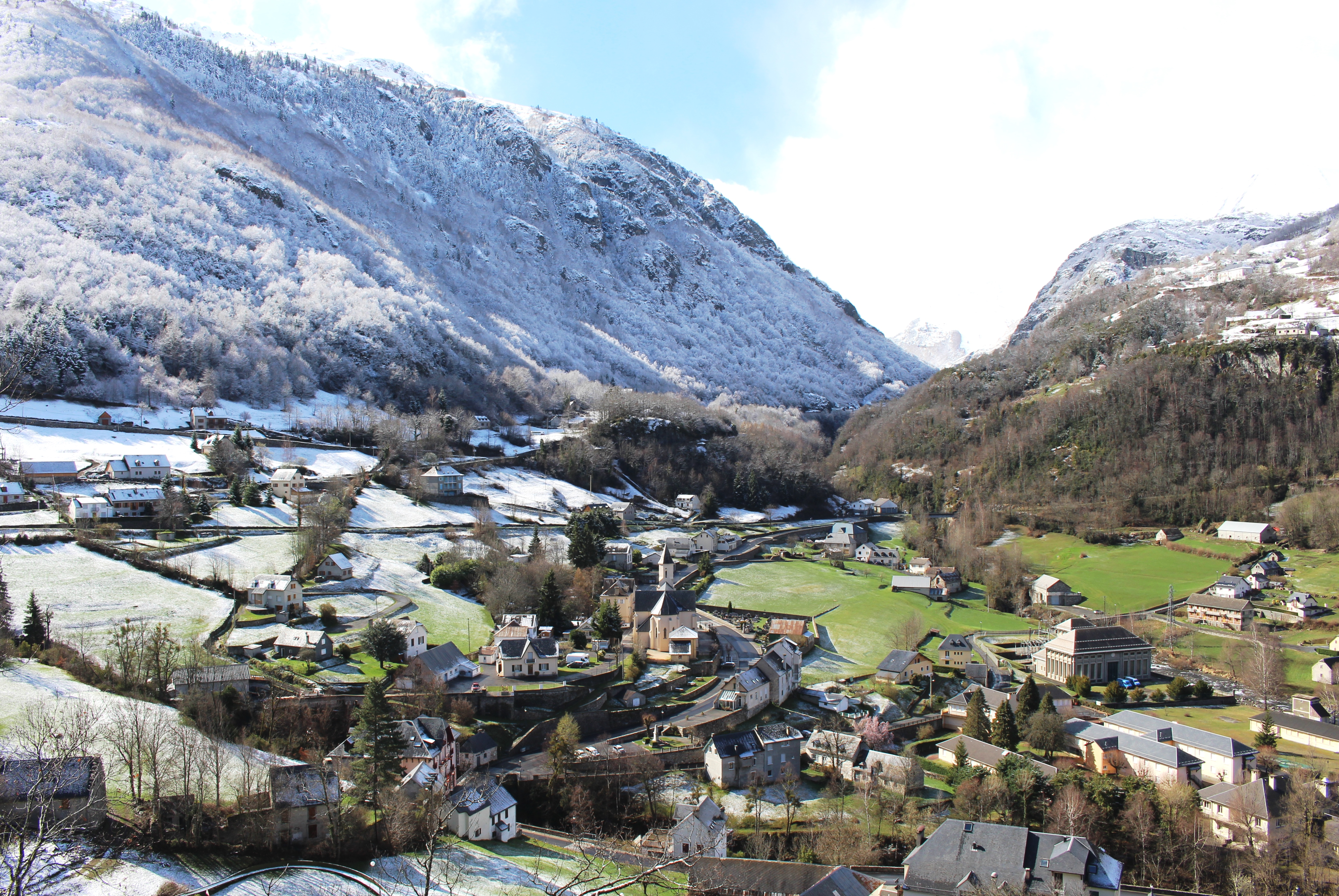
Vue de Gèdre.
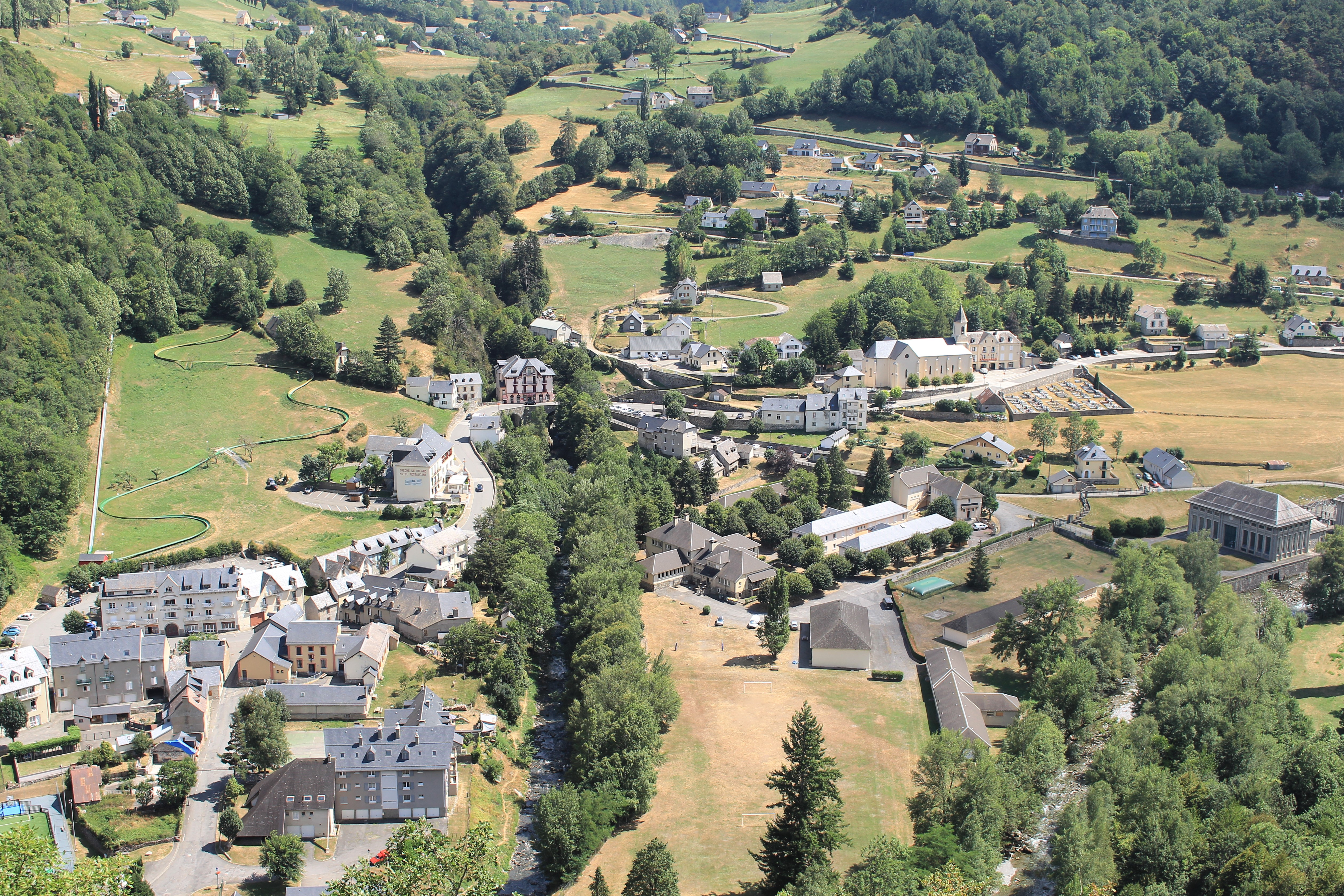
Vue de Gèdre.
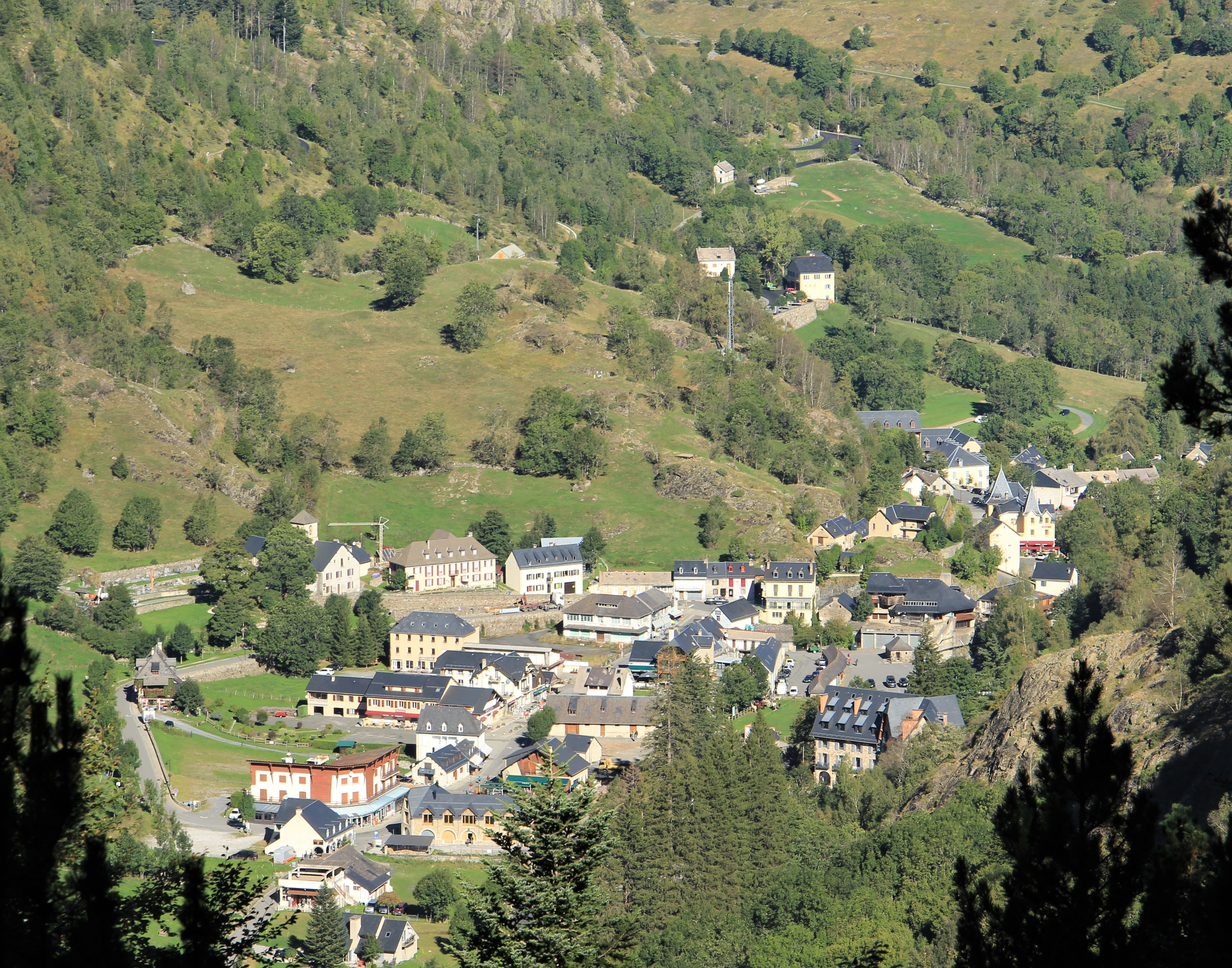
Vue de Gavarnie.

### Hydrographie

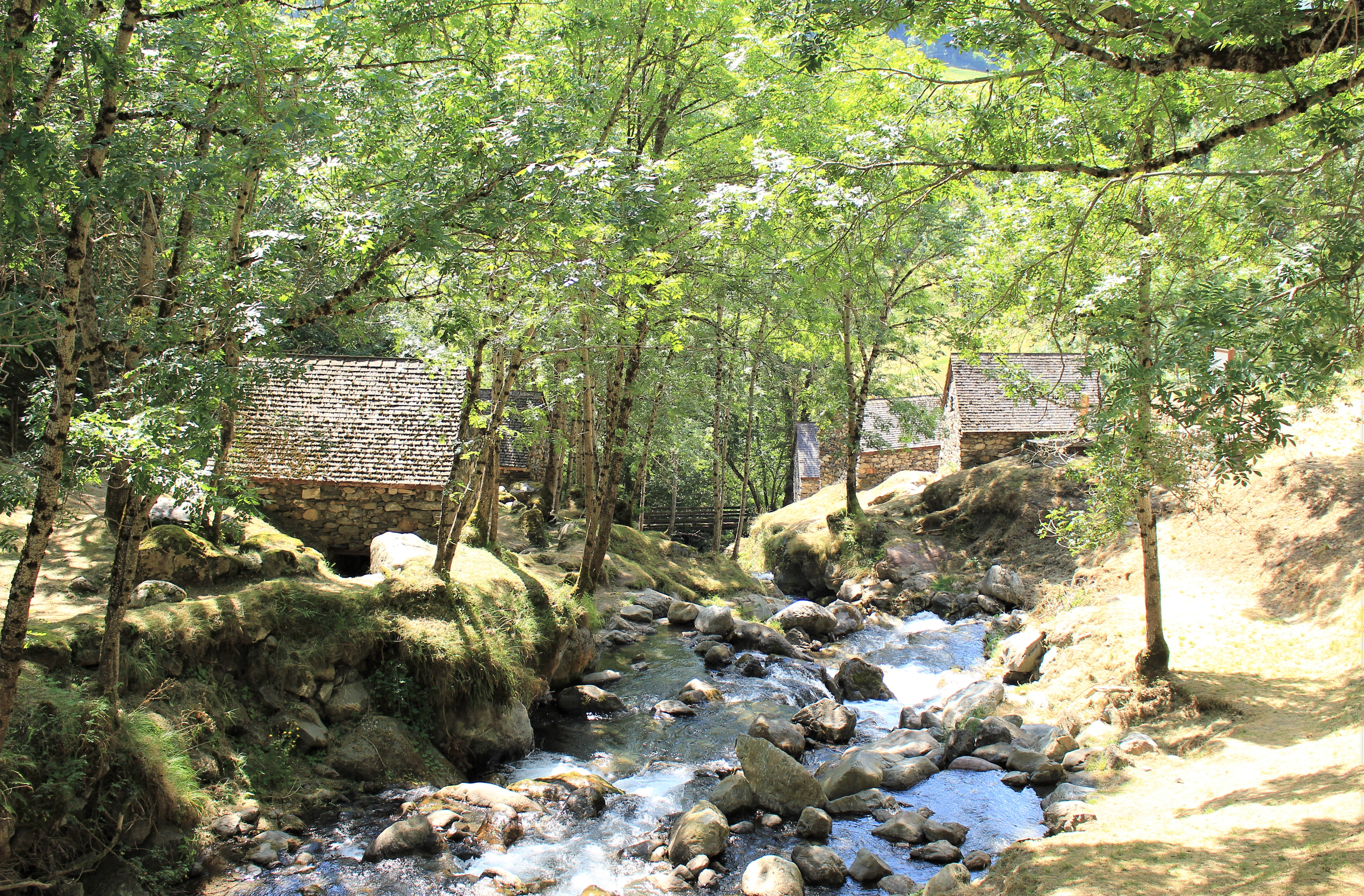
Les moulins de Gèdre-Dessus en 2023.

La commune est dans le bassin de l'Adour, au sein du bassin hydrographique Adour-Garonne. Elle est drainée par le gave de Pau, le gave de Héas, le Ruisseau de Bat Barrada, Gave d'Aspé, Gave de Cestrède, Gave d'Estaubé, le ruisseau de Campbieil, Barrancou d'Artiguegrane, Barrancou des Laquettes, le Mouscan, L'Estibère Bonne, L'Estibère Male, le ruisseau de Bassia, et par un petit cours d'eau, constituant un réseau hydrographique de 259 km de longueur totale,.
Le gave de Pau, d'une longueur totale de 192,8 km, prend sa source dans la commune et s'écoule vers le nord-ouest. Il traverse la commune et se jette dans l'Adour à Saint-Loubouer, après avoir traversé 88 communes.
Le gave de Héas, d'une longueur totale de 12,9 km, prend sa source dans la commune et s'écoule vers le nord-ouest. Il se jette dans le gave de Pau sur le territoire communal.
Le Ruisseau de Bat Barrada, d'une longueur totale de 11,5 km, prend sa source dans la commune de Luz-Saint-Sauveur et s'écoule vers le nord puis se réoriente vers l'ouest. Il se jette dans le gave de Pau sur le territoire communal.

Sélection de vues des ponts
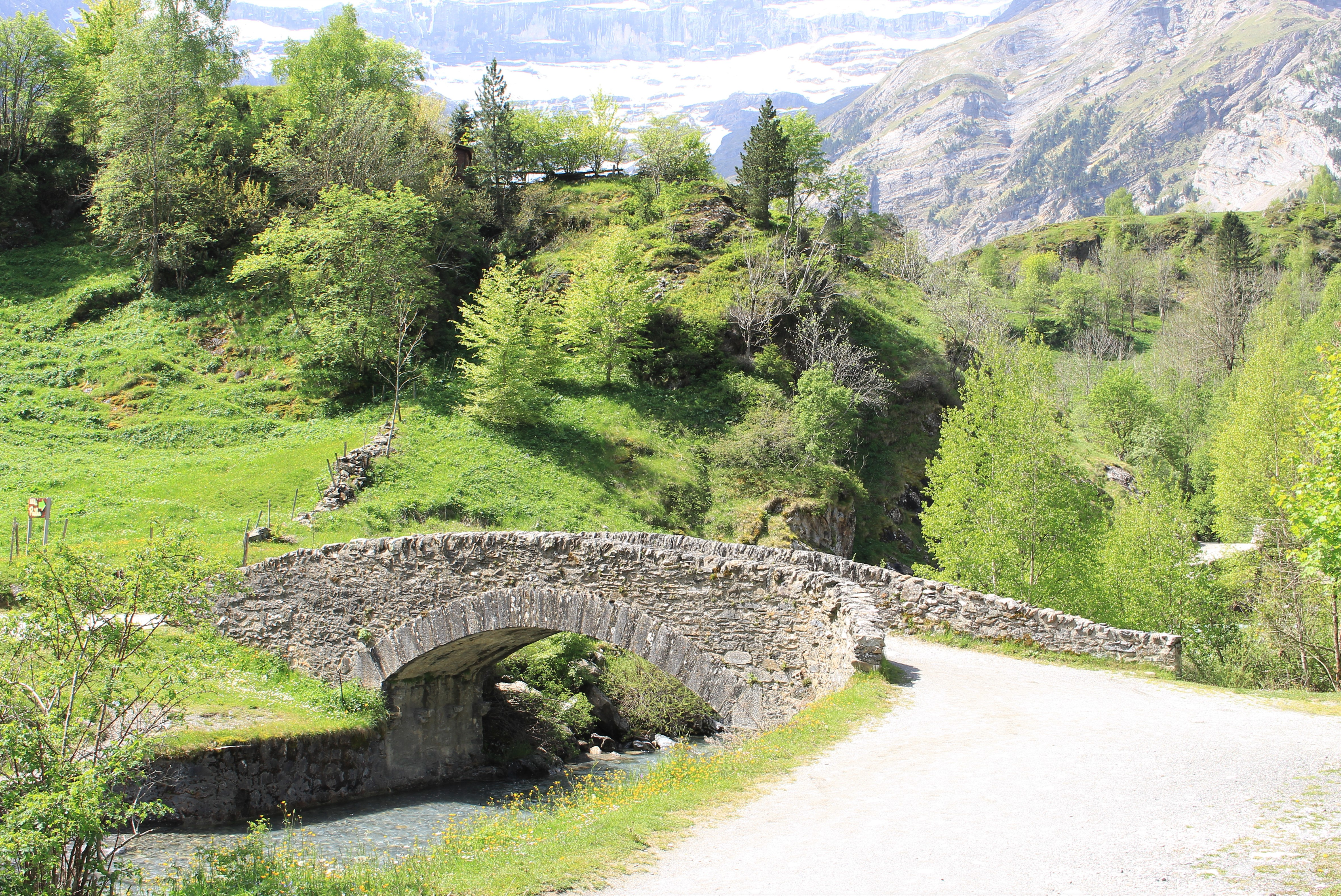
Pont de Nadau sur le Gave de Pau.
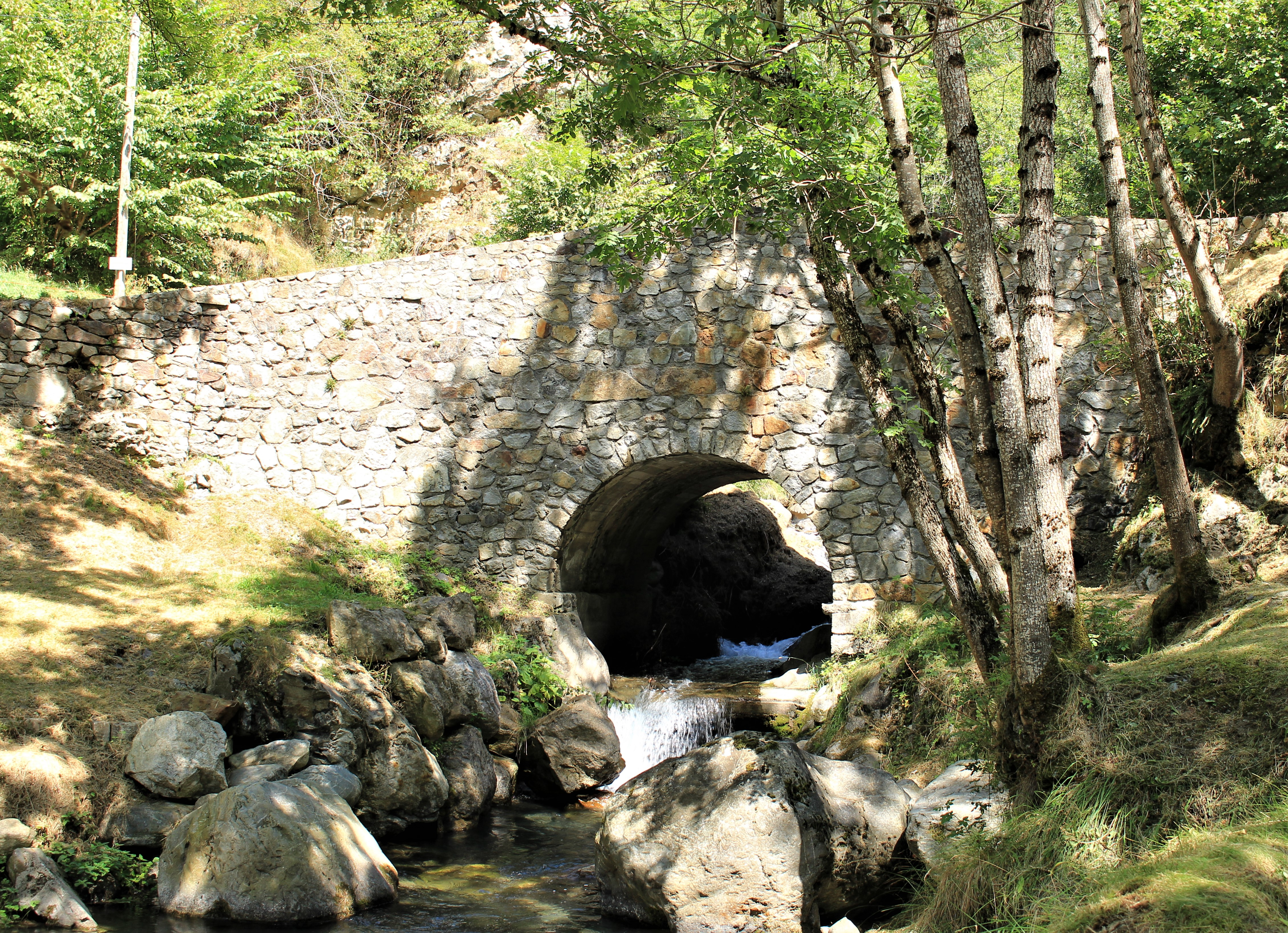
Pont de Moulo sur le Gave de Campbieilh.
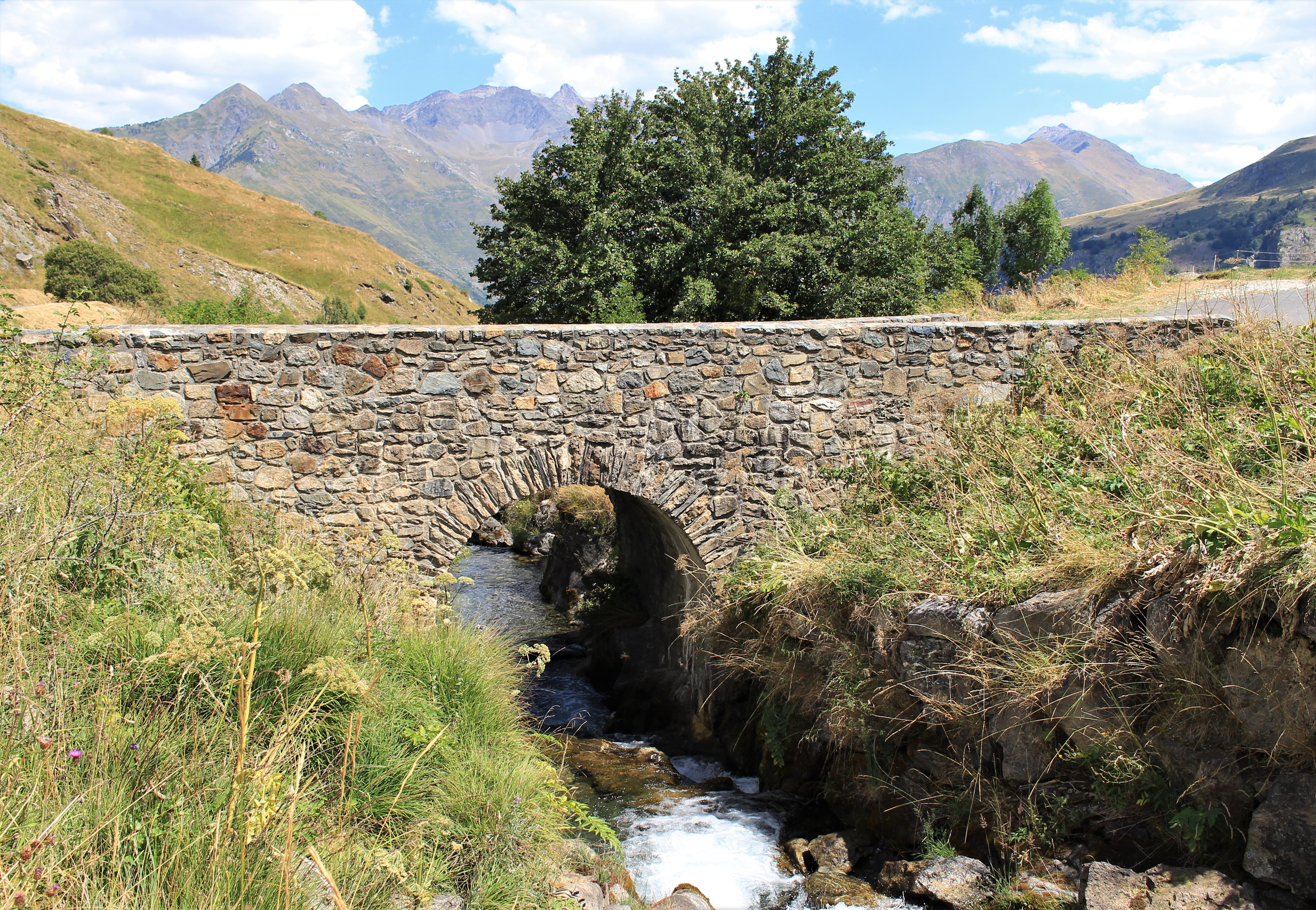
Pont de Pountou sur le Gave d'Aspé.

### Climat
Le climat qui caractérise la commune est qualifié, en 2010, de « climat de montagne », selon la typologie des climats de la France qui compte alors huit grands types de climats en métropole. En 2020, la commune ressort du même type de climat dans la classification établie par Météo-France, qui ne compte désormais, en première approche, que cinq grands types de climats en métropole. Pour ce type de climat, la température décroît rapidement en fonction de l'altitude. On observe une nébulosité minimale en hiver et maximale en été. Les vents et les précipitations varient notablement selon le lieu.
Les paramètres climatiques qui ont permis d’établir la typologie de 2010 comportent six variables pour les températures et huit pour les précipitations, dont les valeurs correspondent à la normale 1971-2000. Les sept principales variables caractérisant la commune sont présentées dans l'encadré ci-après.
| Paramètres climatiques communaux sur la période 1971-2000 - Moyenne annuelle de température : 8,6 °C - Nombre de jours avec une température inférieure à −5 °C : 7,2 j - Nombre de jours avec une température supérieure à 30 °C : 1,8 j - Amplitude thermique annuelle : 14,3 °C - Cumuls annuels de précipitation : 1 220 mm - Nombre de jours de précipitation en janvier : 11,2 j - Nombre de jours de précipitation en juillet : 8,5 j |

Avec le changement climatique, ces variables ont évolué. Une étude réalisée en 2014 par la Direction générale de l'Énergie et du Climat complétée par des études régionales prévoit en effet que la  température moyenne devrait croître et la pluviométrie moyenne baisser, avec toutefois de fortes variations régionales. La station météorologique de Météo-France installée sur la commune et en service de 1992 à 2012 permet de connaître l'évolution des indicateurs météorologiques. Le tableau détaillé pour la période 1981-2010 est présenté ci-après.
| Mois                                  | jan.         | fév.           | mars          | avril         | mai           | juin        | jui.          | août        | sep.        | oct.        | nov.         | déc.         | année    |
| ------------------------------------- | ------------ | -------------- | ------------- | ------------- | ------------- | ----------- | ------------- | ----------- | ----------- | ----------- | ------------ | ------------ | -------- |
| Température minimale moyenne (°C)     | −3,4         | −3,7           | −1,2          | 0,9           | 4,7           | 7,3         | 9,5           | 9,5         | 6,3         | 4,4         | −0,3         | −2,7         | 2,6      |
| Température moyenne (°C)              | 0,8          | 1,1            | 3,9           | 5,8           | 9,8           | 13,1        | 15,4          | 15,4        | 11,7        | 9,2         | 4            | 1,1          | 7,6      |
| Température maximale moyenne (°C)     | 5            | 5,9            | 9,1           | 10,7          | 14,9          | 18,8        | 21,3          | 21,3        | 17,1        | 13,9        | 8,3          | 5            | 12,6     |
| Record de froid (°C) date du record   | −20 28.01.05 | −19,1 08.02.12 | −16 01.03.05  | −9 14.04.1998 | −6,5 01.05.01 | −4 10.06.00 | −1 11.07.1993 | 1 20.08.01  | −4 28.09.07 | −6 25.10.03 | −14 26.11.08 | −16 26.12.10 | −20 2005 |
| Record de chaleur (°C) date du record | 17 29.01.02  | 18 19.02.1998  | 19,5 21.03.02 | 24 09.04.11   | 28 31.05.1994 | 30 13.06.09 | 34 16.07.05   | 34 05.08.07 | 29 05.09.04 | 26 07.10.10 | 21 02.11.05  | 18 05.12.00  | 34 2007  |
| Précipitations (mm)                   | 103,8        | 69,6           | 87,5          | 129,6         | 154,1         | 114,9       | 93,8          | 109,4       | 139,9       | 177         | 161,3        | 125,7        | 1 466,6  |

## Urbanisme

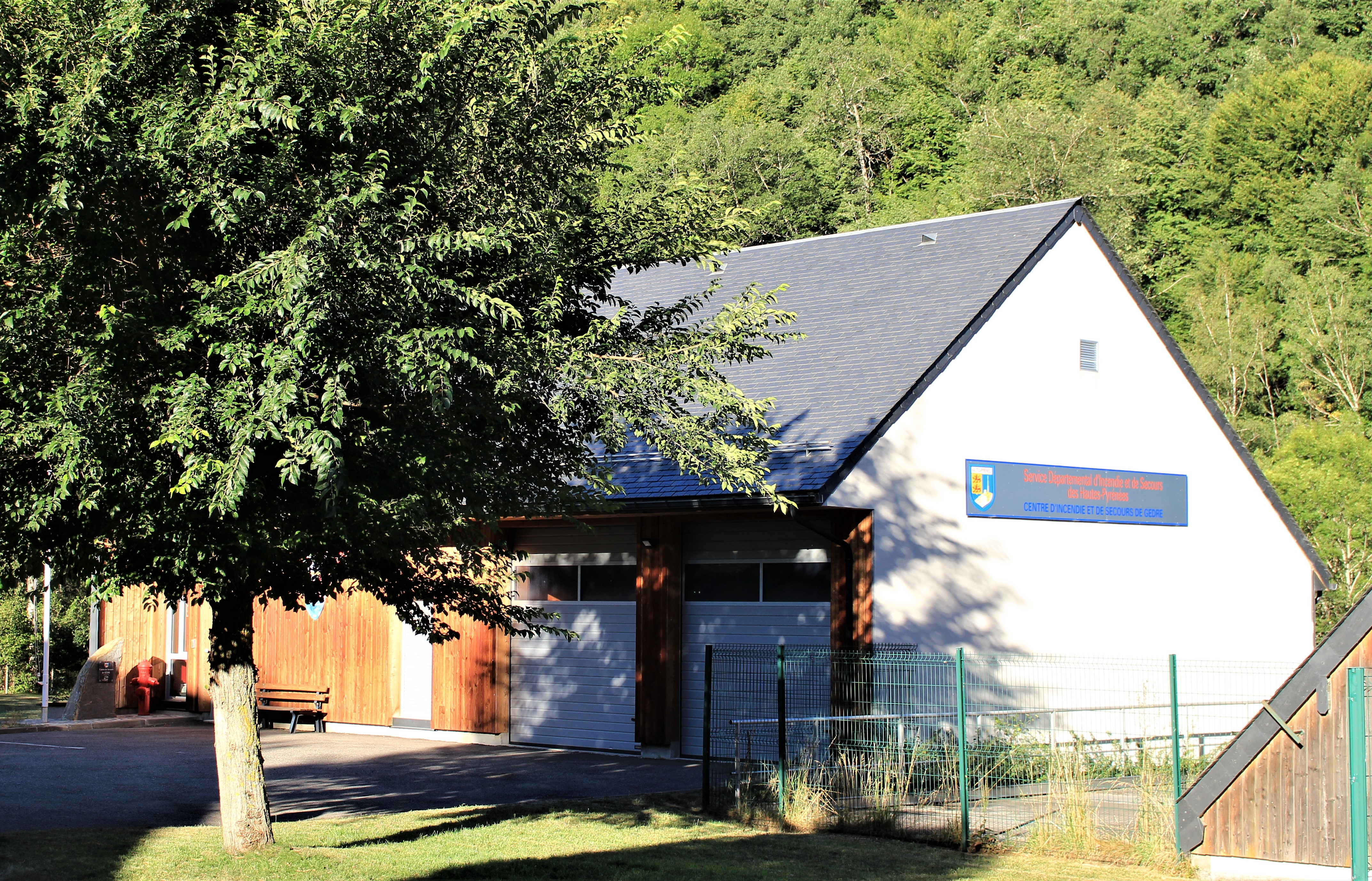
Le centre de secours à Gèdre.

### Typologie
Au 1er janvier 2024, Gavarnie-Gèdre est catégorisée commune rurale à habitat dispersé, selon la nouvelle grille communale de densité à sept niveaux définie par l'Insee en 2022.
Elle est située hors unité urbaine et hors attraction des villes,.

### Risques majeurs
Le territoire de la commune de Gavarnie-Gèdre est vulnérable à différents aléas naturels : météorologiques (tempête, orage, neige, grand froid, canicule ou sécheresse), inondations, feux de forêts, mouvements de terrains, avalanche  et séisme (sismicité moyenne). Il est également exposé à un risque particulier : le risque de radon. Un site publié par le BRGM permet d'évaluer simplement et rapidement les risques d'un bien localisé soit par son adresse soit par le numéro de sa parcelle.

#### Risques naturels
Certaines parties du territoire communal sont susceptibles d’être affectées par le risque d’inondation par débordement de cours d'eau, notamment le gave de Pau, le ruisseau des Oulettes, le gave de Héas, le ruisseau de Bat Barrada. La cartographie des zones inondables en ex-Midi-Pyrénées réalisée dans le cadre du XIe Contrat de plan État-région, visant à informer les citoyens et les décideurs sur le risque d’inondation, est accessible sur le site de la DREAL Occitanie. La commune a été reconnue en état de catastrophe naturelle au titre des dommages causés par les inondations et coulées de boue survenues en 1982, 1984, 1999, 2005, 2006, 2009, 2012, 2013 et 2018,.
Gavarnie-Gèdre est exposée au risque de feu de forêt. Un plan départemental de protection des forêts contre les incendies a été approuvé par arrêté préfectoral le 21 avril 2020 pour la période 2020-2029. Le précédent couvrait la période 2007-2017. L’emploi du feu est régi par deux types de réglementations. D’abord le code forestier et l’arrêté préfectoral du 27 octobre 2014, qui réglementent l’emploi du feu à moins de 200 m des espaces naturels combustibles sur l’ensemble du département. Ensuite celle établie dans le cadre de la lutte contre la pollution de l’air, qui interdit le brûlage des déchets verts des particuliers. L’écobuage est quant à lui réglementé dans le cadre de commissions locales d’écobuage (CLE).

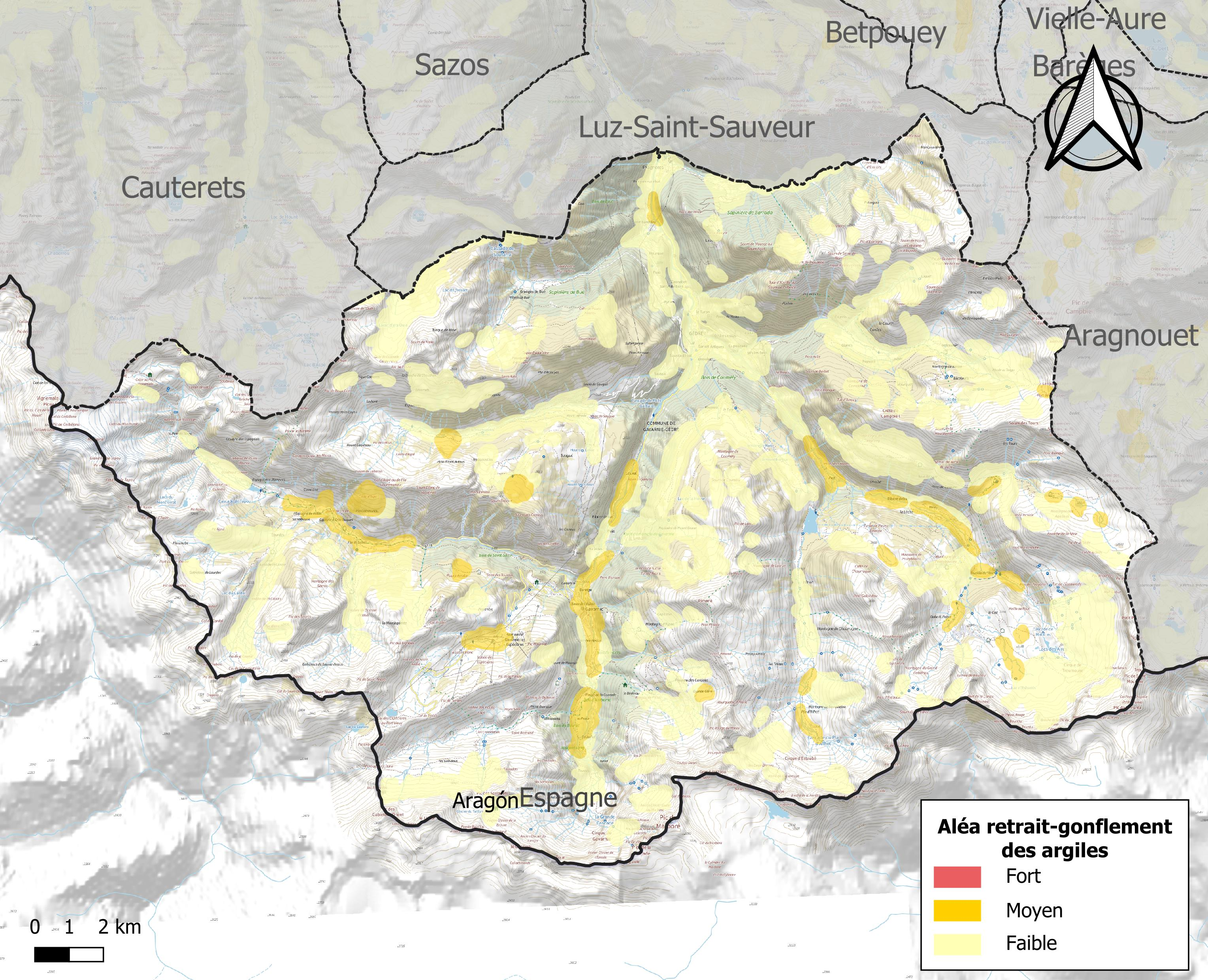
Carte des zones d'aléa retrait-gonflement des sols argileux de Gavarnie-Gèdre.

Les mouvements de terrains susceptibles de se produire sur la commune sont des mouvements de sols liés à la présence d'argile et des tassements différentiels.
Le retrait-gonflement des sols argileux est susceptible d'engendrer des dommages importants aux bâtiments en cas d’alternance de périodes de sécheresse et de pluie. 3,8 % de la superficie communale est en aléa moyen ou fort (44,5 % au niveau départemental et 48,5 % au niveau national). Sur les 353 bâtiments dénombrés sur la commune en 2019, 90 sont en aléa moyen ou fort, soit 25 %, à comparer aux 75 % au niveau départemental et 54 % au niveau national. Une cartographie de l'exposition du territoire national au retrait gonflement des sols argileux est disponible sur le site du BRGM,.
Par ailleurs, afin de mieux appréhender le risque d’affaissement de terrain, l'inventaire national des cavités souterraines permet de localiser celles situées sur la commune.
Concernant les mouvements de terrains, la commune a été reconnue en état de catastrophe naturelle au titre des dommages causés par des mouvements de terrain en 1987, 1999, 2001, 2005, 2006 et 2013 et par des glissements de terrain en 1984.
La commune est exposée aux risques d'avalanche. Les habitants exposés à ce risque doivent se renseigner, en mairie, de l’existence d’un plan de prévention des risques avalanches (PPRA). Le cas échéant, identifier les mesures applicables à l'habitation, identifier, au sein de l'habitation, la pièce avec la façade la moins exposée à l’aléa pouvant faire office, au besoin, de zone de confinement et équiper cette pièce avec un kit de situation d’urgence,.

#### Risque particulier
Dans plusieurs parties du territoire national, le radon, accumulé dans certains logements ou autres locaux, peut constituer une source significative d’exposition de la population aux rayonnements ionisants. Certaines communes du département sont concernées par le risque radon à un niveau plus ou moins élevé. Selon la classification de 2018, la commune de Gavarnie-Gèdre est classée en zone 3, à savoir zone à potentiel radon significatif.

### Morphologie urbaine
Historiquement, Gavarnie-Gèdre se compose de deux grandes entités, anciennes paroisses :
- Gavarnie ;
- Gèdre.

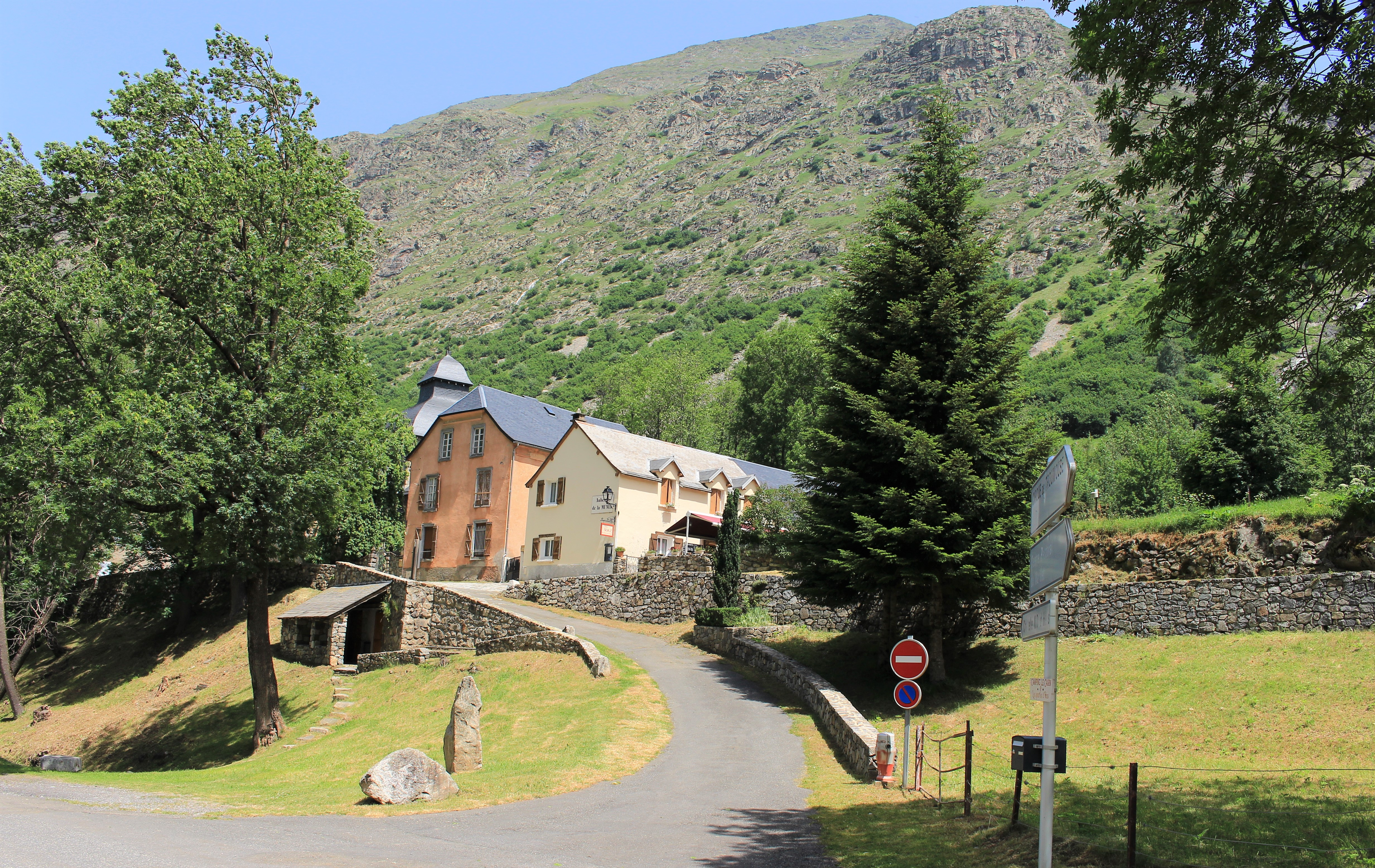
Vue de Héas.

La commune est très étendue (227 km2) et contient de nombreux petits hameaux. Parmi ceux-là, on peut citer :
- Pragnères (970 m).
- Gèdre-Dessus (1 142 m).
- Saussa (1 288 m).
- Héas (1 500 m).
- Trimbareilles (1 300 m).
- Ayrues (1 192 m).
- Bareilles.

## Toponymie
Il convient de se reporter aux articles consacrés aux anciennes communes fusionnées.

## Histoire
La nouvelle commune est effective depuis le 1er janvier 2016, entraînant la transformation des deux anciennes communes en « communes déléguées », dont la création a été entérinée par l'arrêté du 21 décembre 2015.

### Enseignement

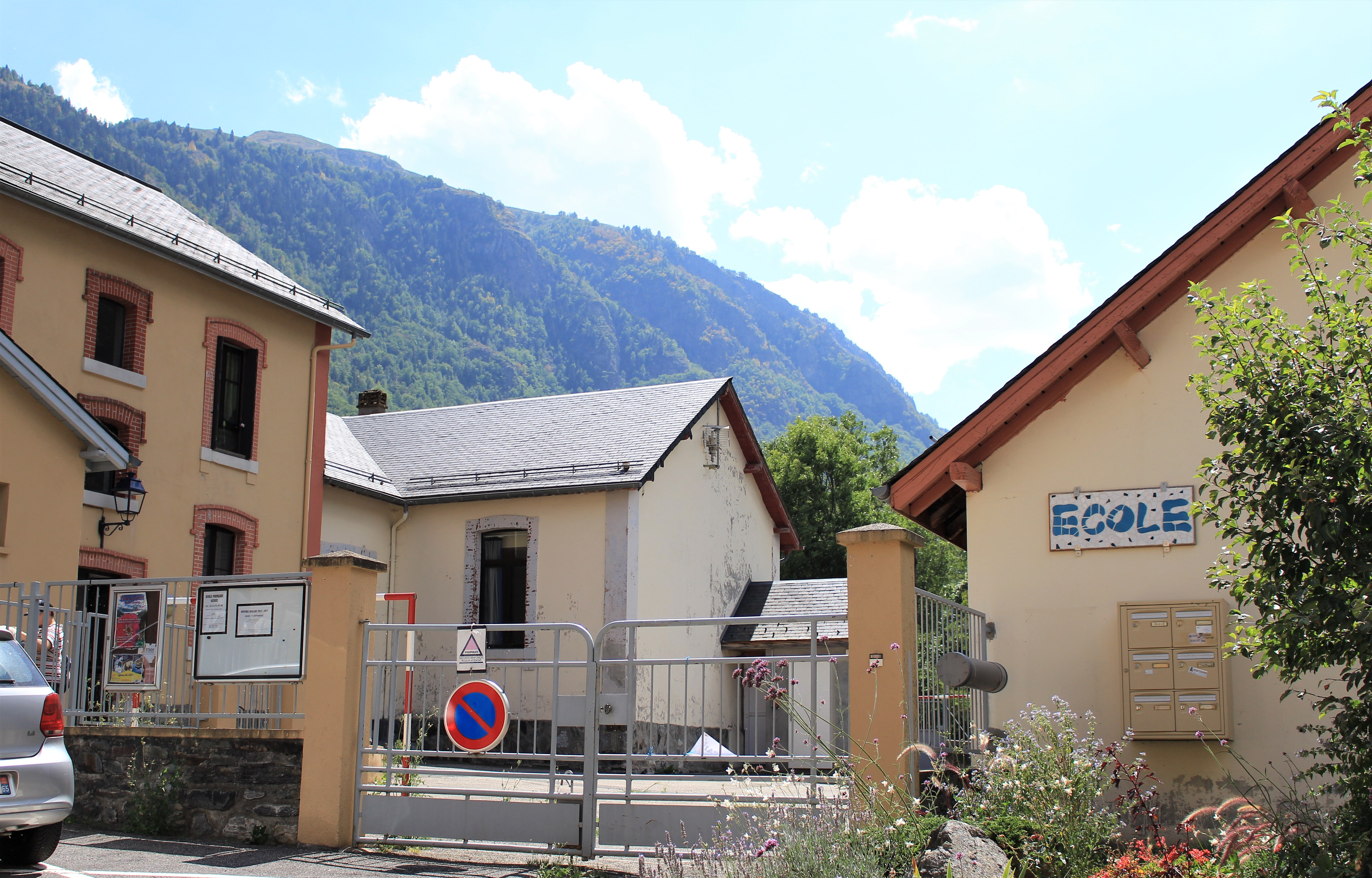
L'école de Gèdre en 2023.

## Politique et administration

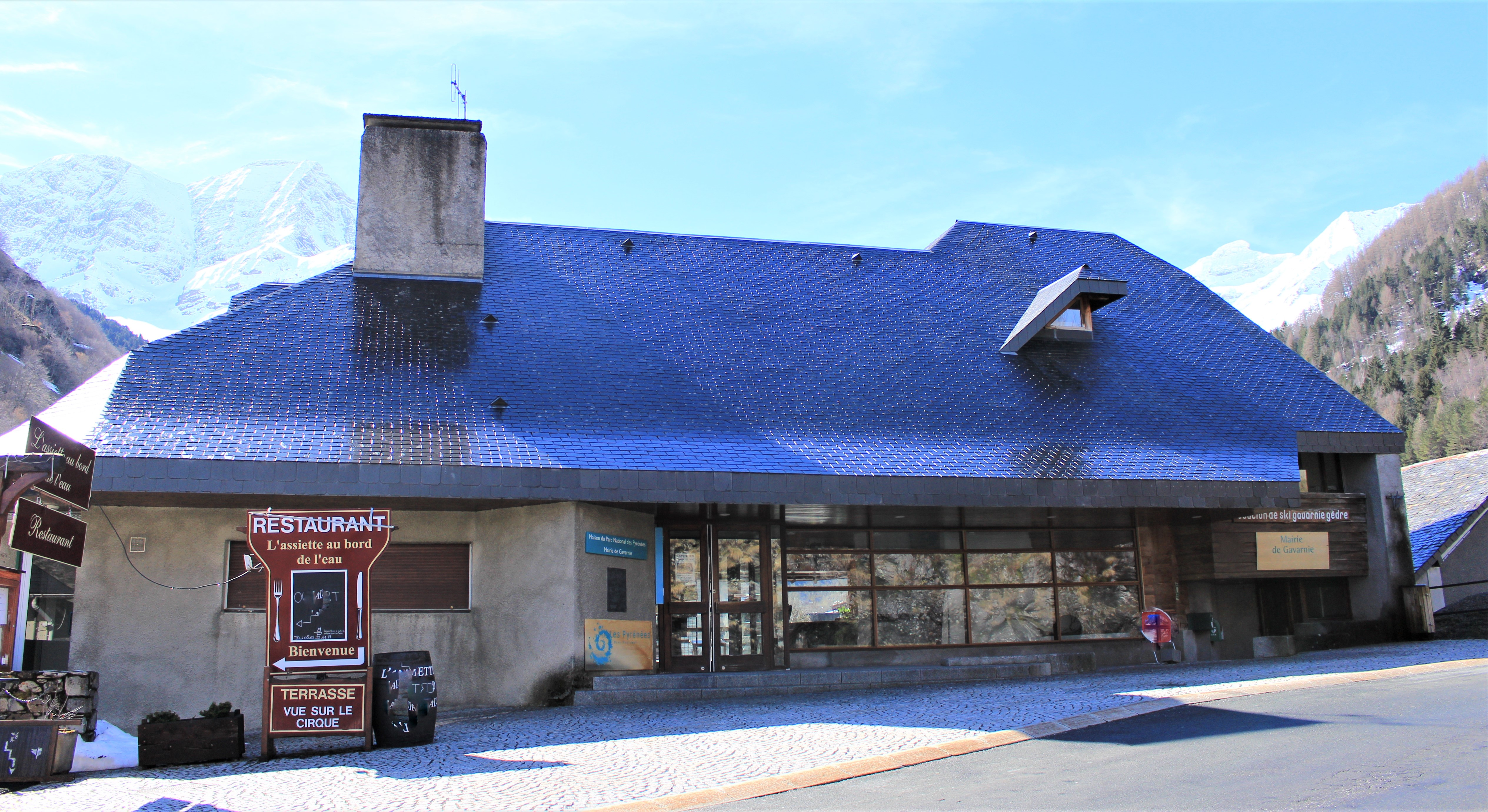
La mairie de Gavarnie.

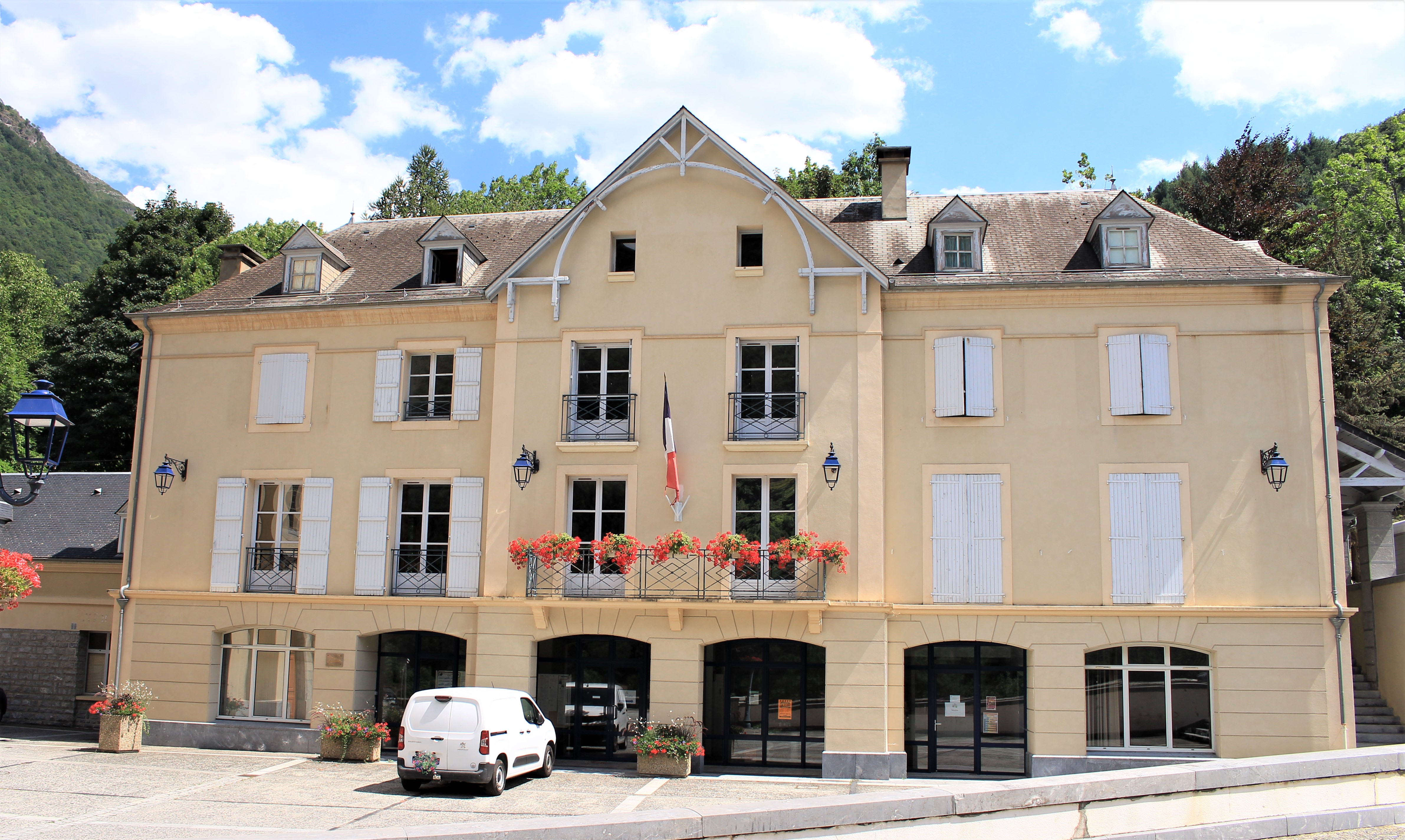
La mairie de Gèdre en 2023.

### Composition
| Nom           | Code Insee | Intercommunalité  | Superficie (km2) | Population (dernière pop. légale) | Densité (hab./km2) |
| ------------- | ---------- | ----------------- | ---------------- | --------------------------------- | ------------------ |
| Gèdre (siège) | 65P01      | CC Gavarnie-Gèdre | 144,57           | 247 (2013)                        | 1,7                |
| Gavarnie      | 65188      | CC Gavarnie-Gèdre | 82,54            | 130 (2013)                        | 1,6                |

### Liste des maires
| Période      | Période      | Identité        | Étiquette | Qualité |
| ------------ | ------------ | --------------- | --------- | ------- |
| janvier 2016 | juillet 2020 | Michel Gabail   |           |         |
| juillet 2020 | En cours     | Huguette Savoie |           |         |

## Population et société

### Démographie
L'évolution du nombre d'habitants est connue à travers les recensements de la population effectués dans la commune depuis sa création.

En 2022, la commune comptait 341 habitants, en évolution de −3,12 % par rapport à 2016 (Hautes-Pyrénées : +1,59 %, France hors Mayotte : +2,11 %).
| 2014 | 2015 | 2016 | 2017 | 2022 |
| ---- | ---- | ---- | ---- | ---- |
| 371  | 360  | 352  | 345  | 341  |

### Manifestations culturelles et festivités

#### Festival de Gavarnie
Présentation
Le Festival de Gavarnie est créé en 1985 par François Joxe. Avec sa compagnie parisienne du Chantier-Théâtre, il propose un spectacle spécialement conçu pour les lieux dans chacune des vingt premières éditions du festival, en conciliant création artistique et nature dans un site classé. Après une pause en 2005, le festival reprend en 2006 avec le spectacle de la compagnie Il était une fois. Depuis 2007, l'association Théâtre Fébus anime le festival sous la direction de Bruno Spiesser.
Le festival reçoit le soutien des municipalités de Gavarnie, Luz-Saint-Sauveur et Tarbes, du département, de la région et de la DATAR.
En 2014, pour la 29e édition du festival, l'association théâtre Fébus met en scène Le Songe d'une nuit d'été.

Sélection de vues du Songe d'une nuit d’été en 2014
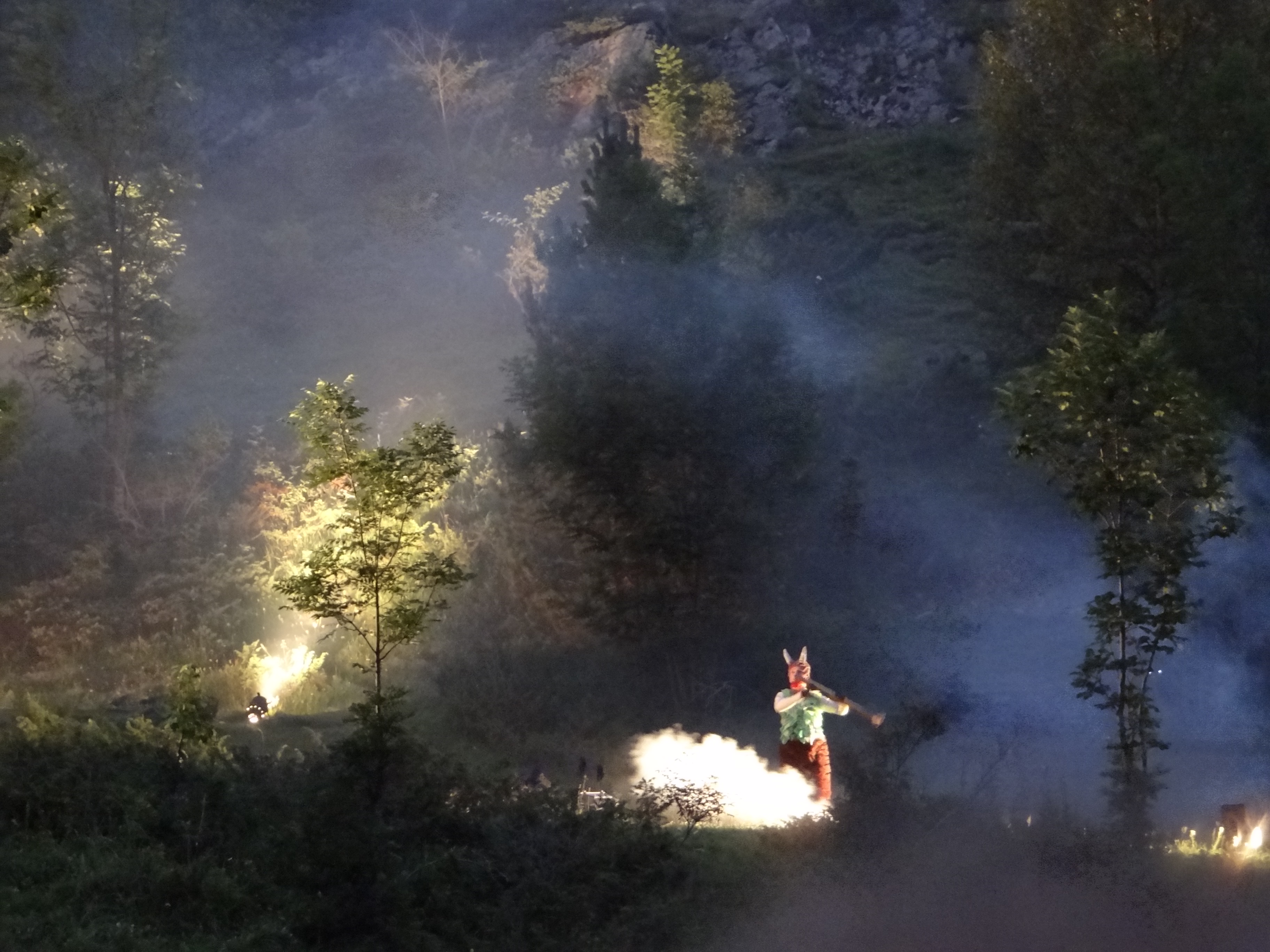
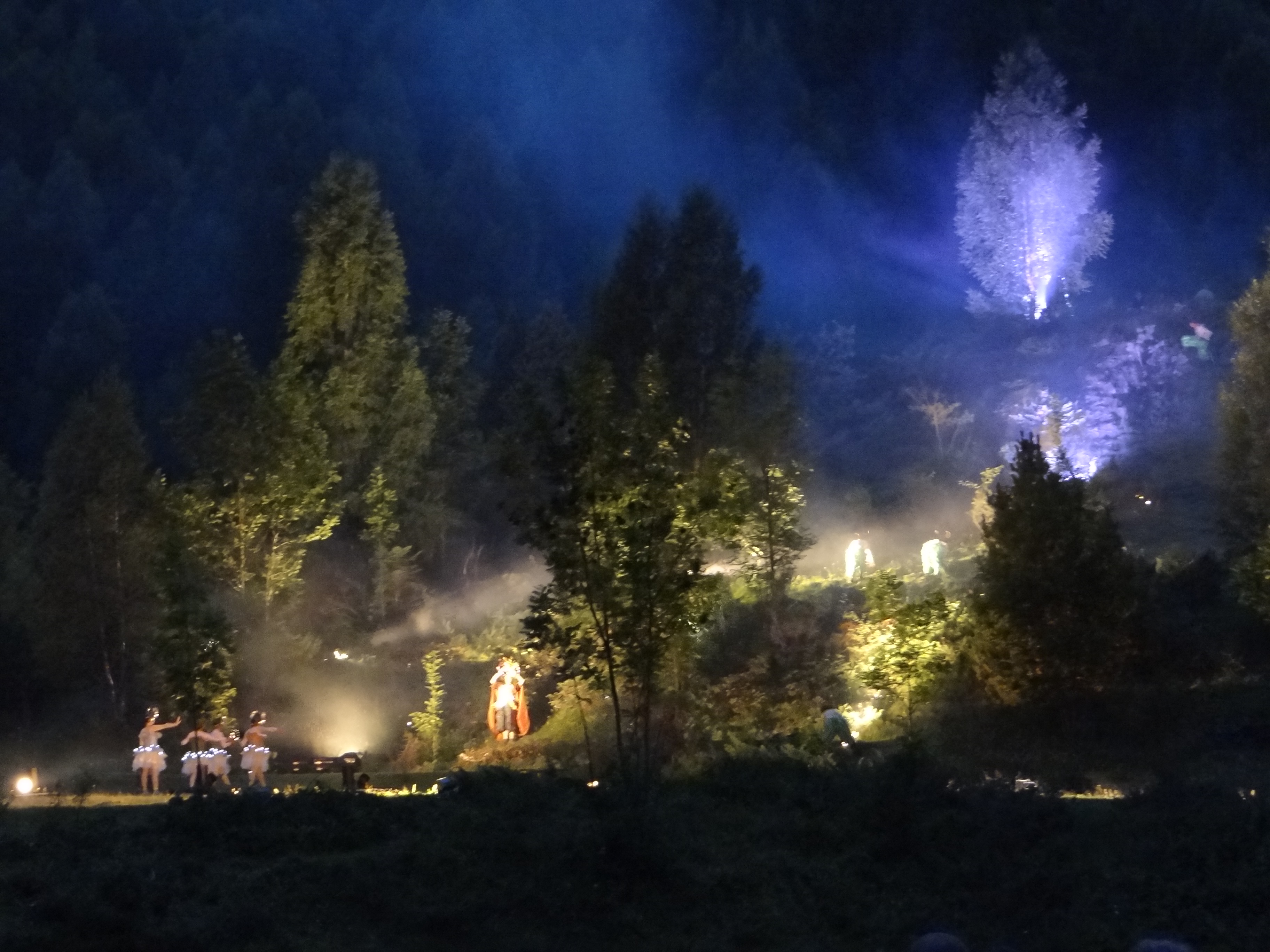
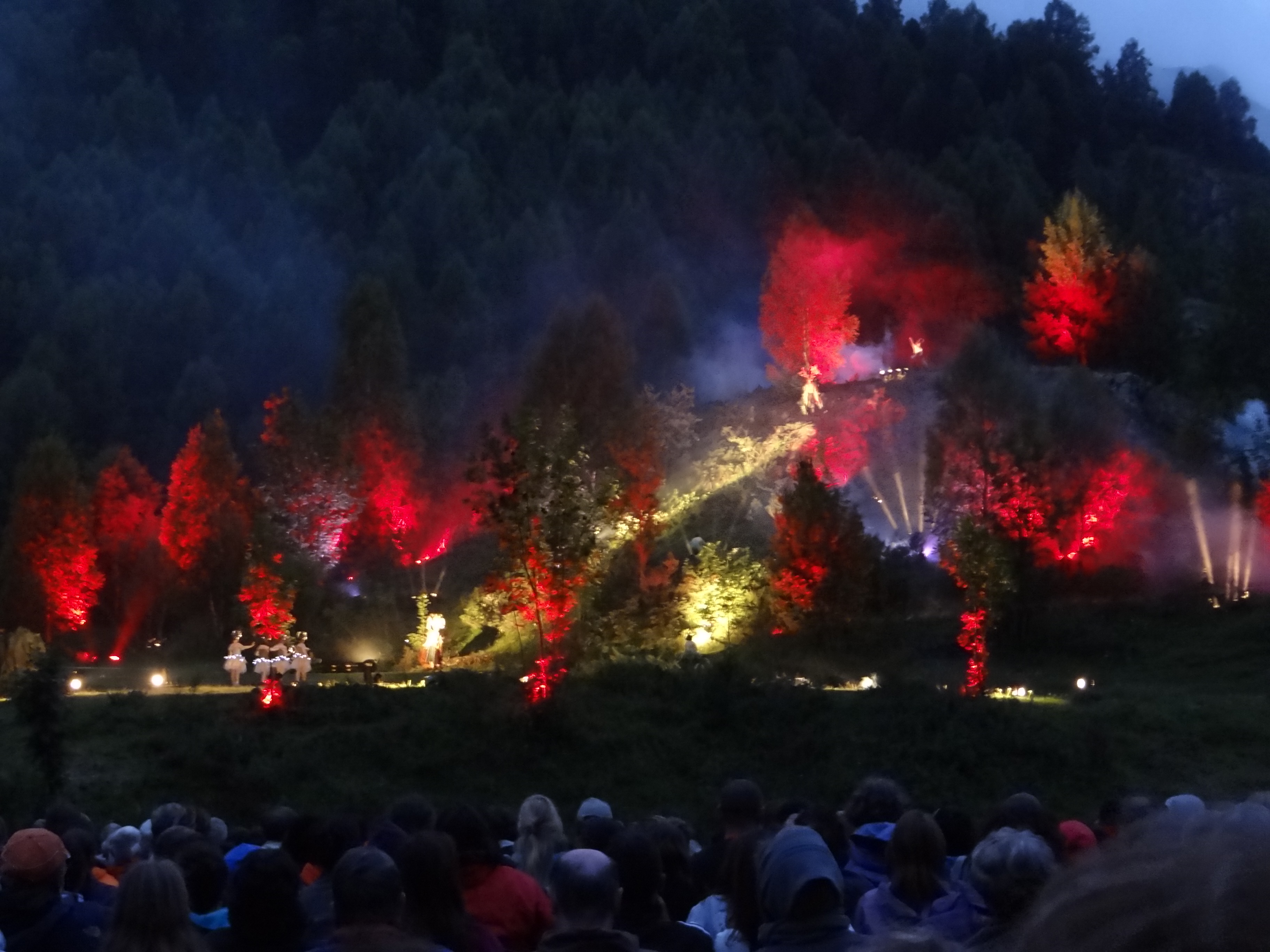
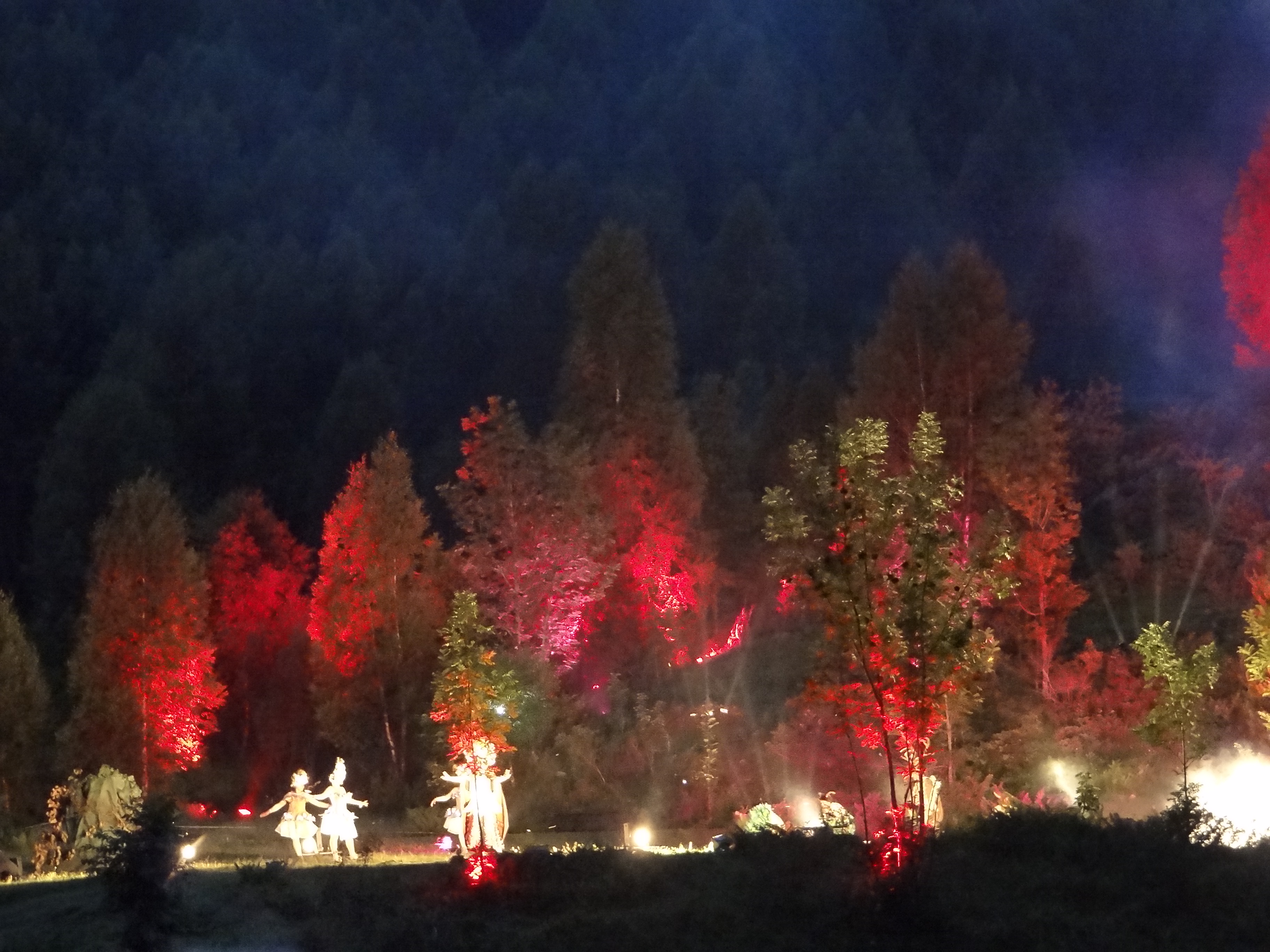
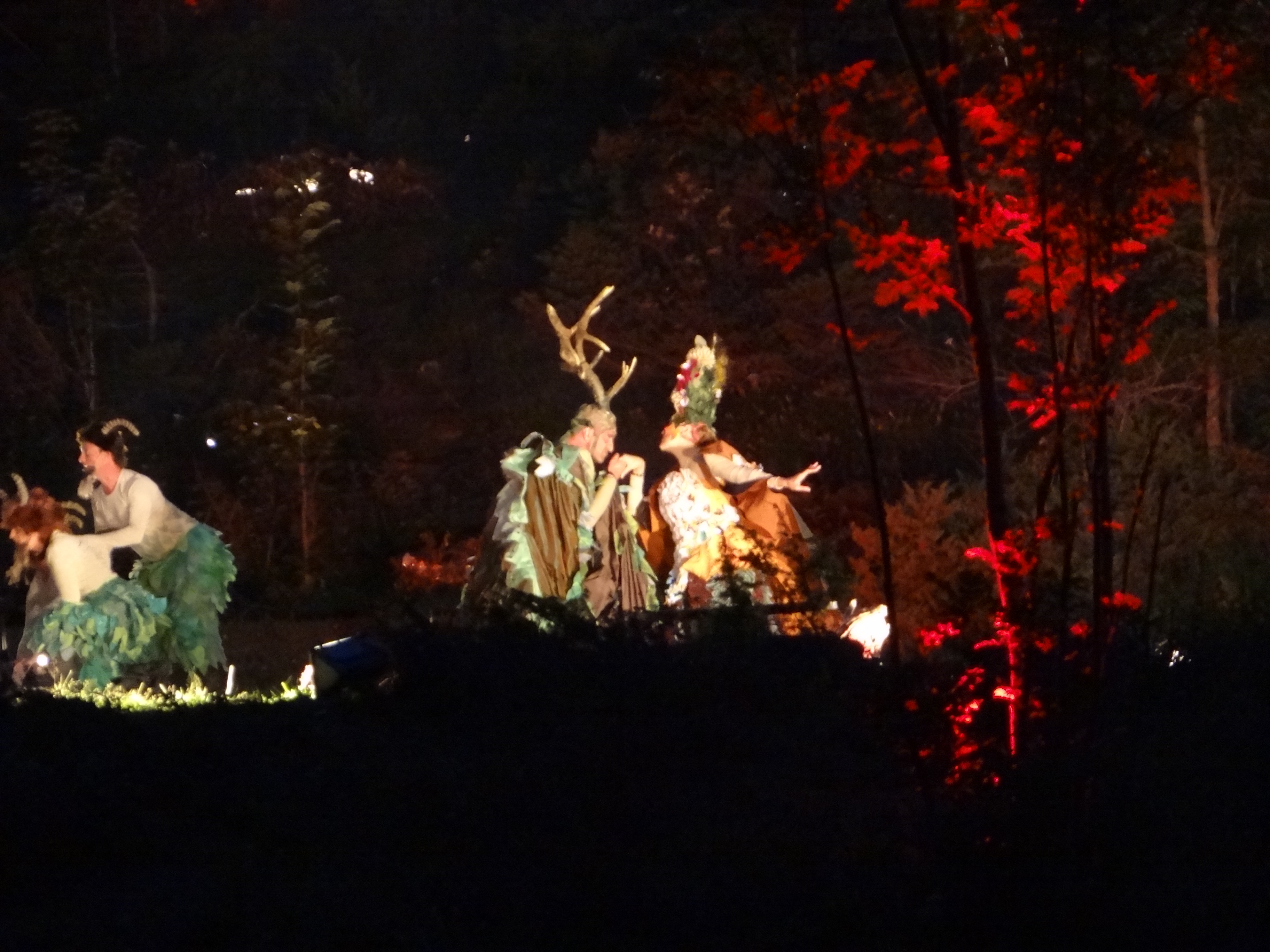
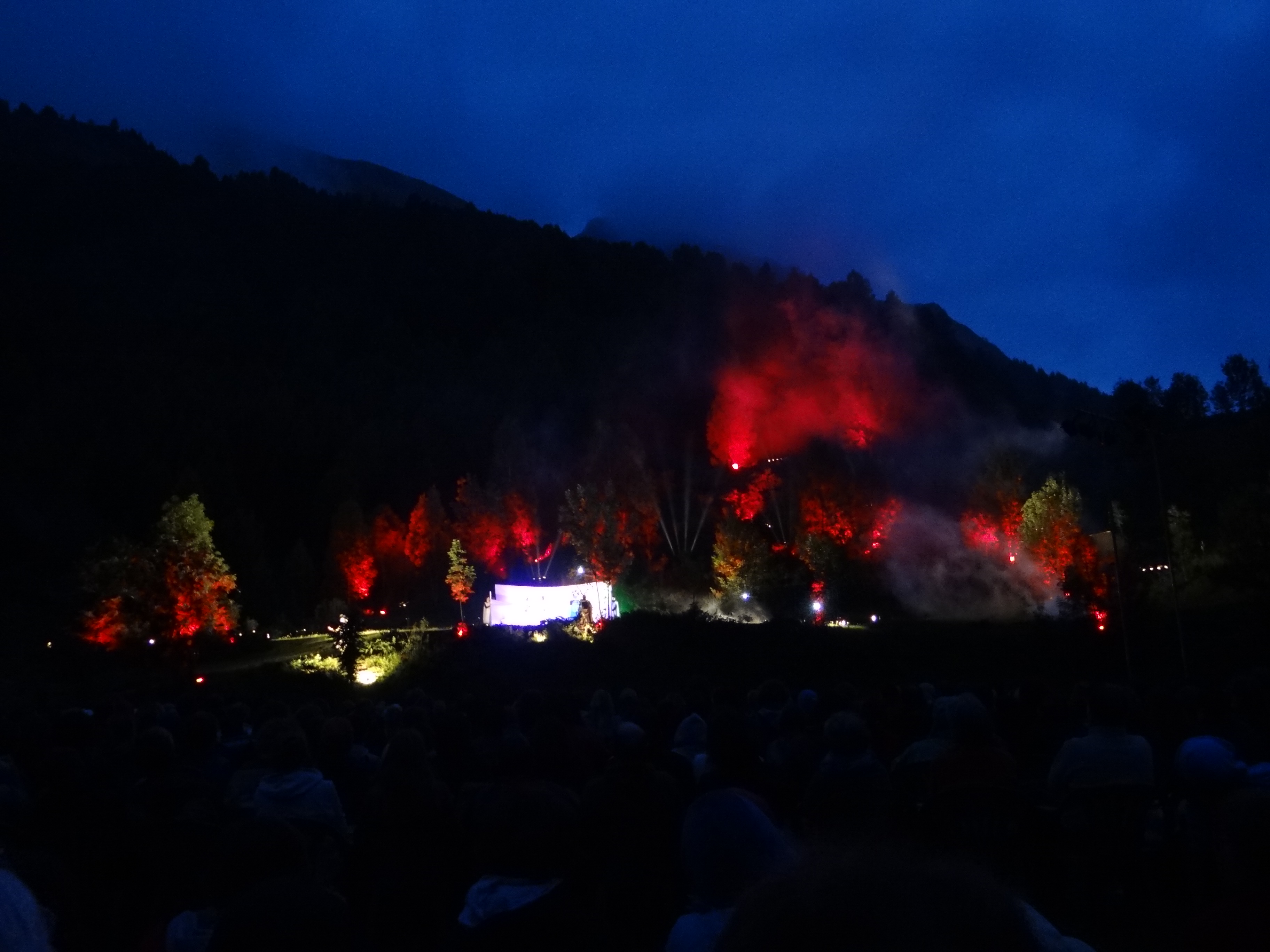
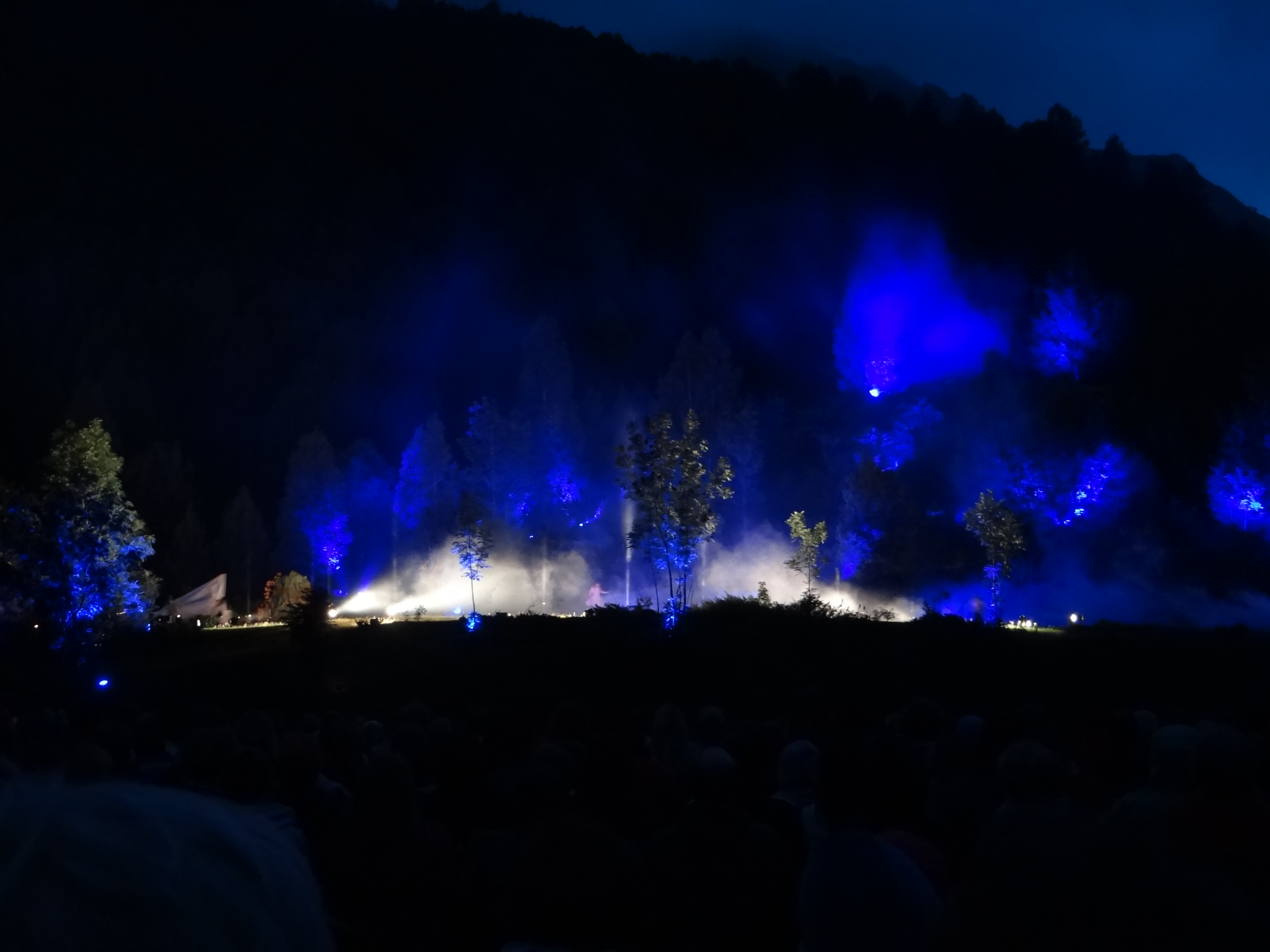
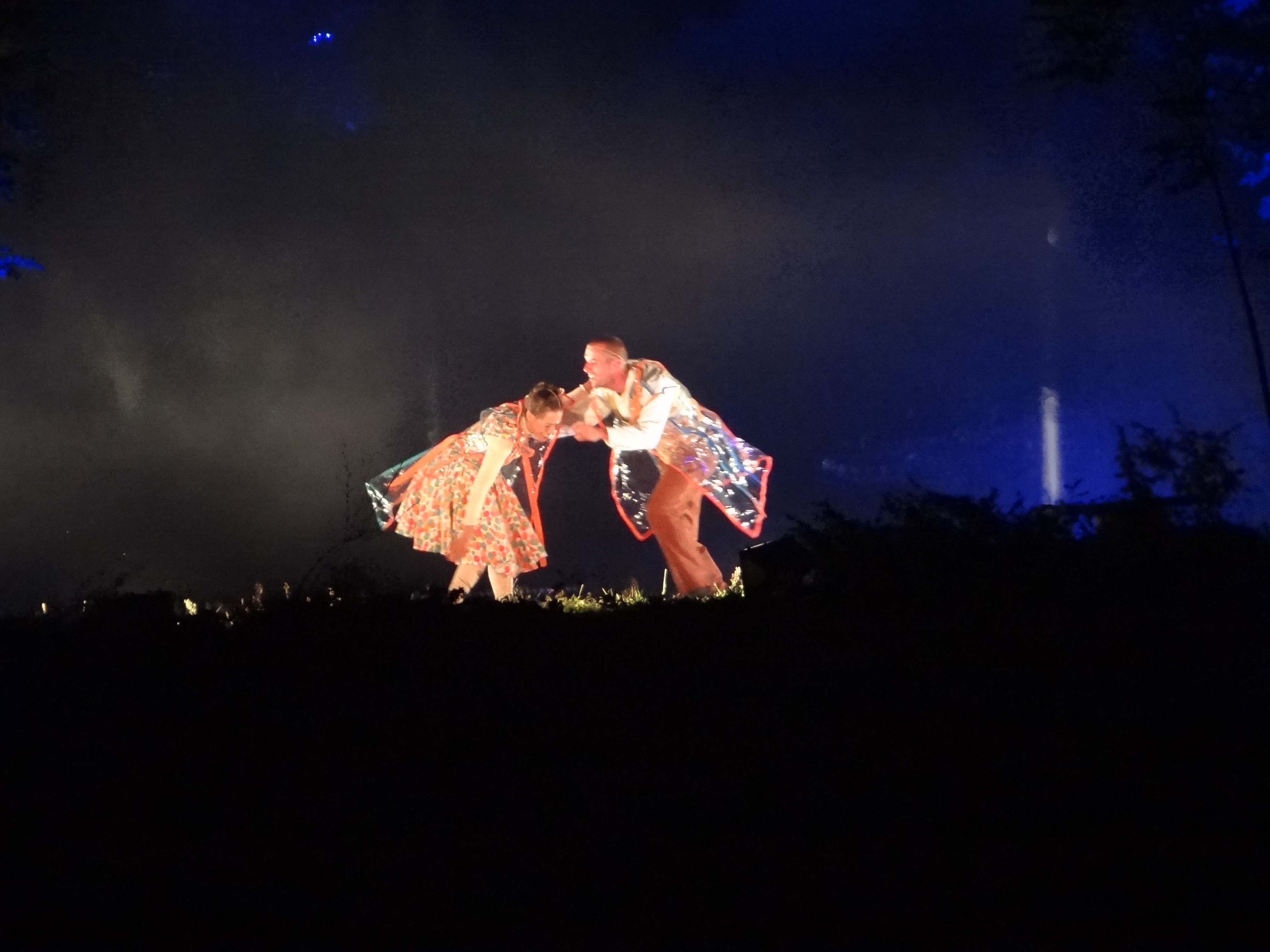
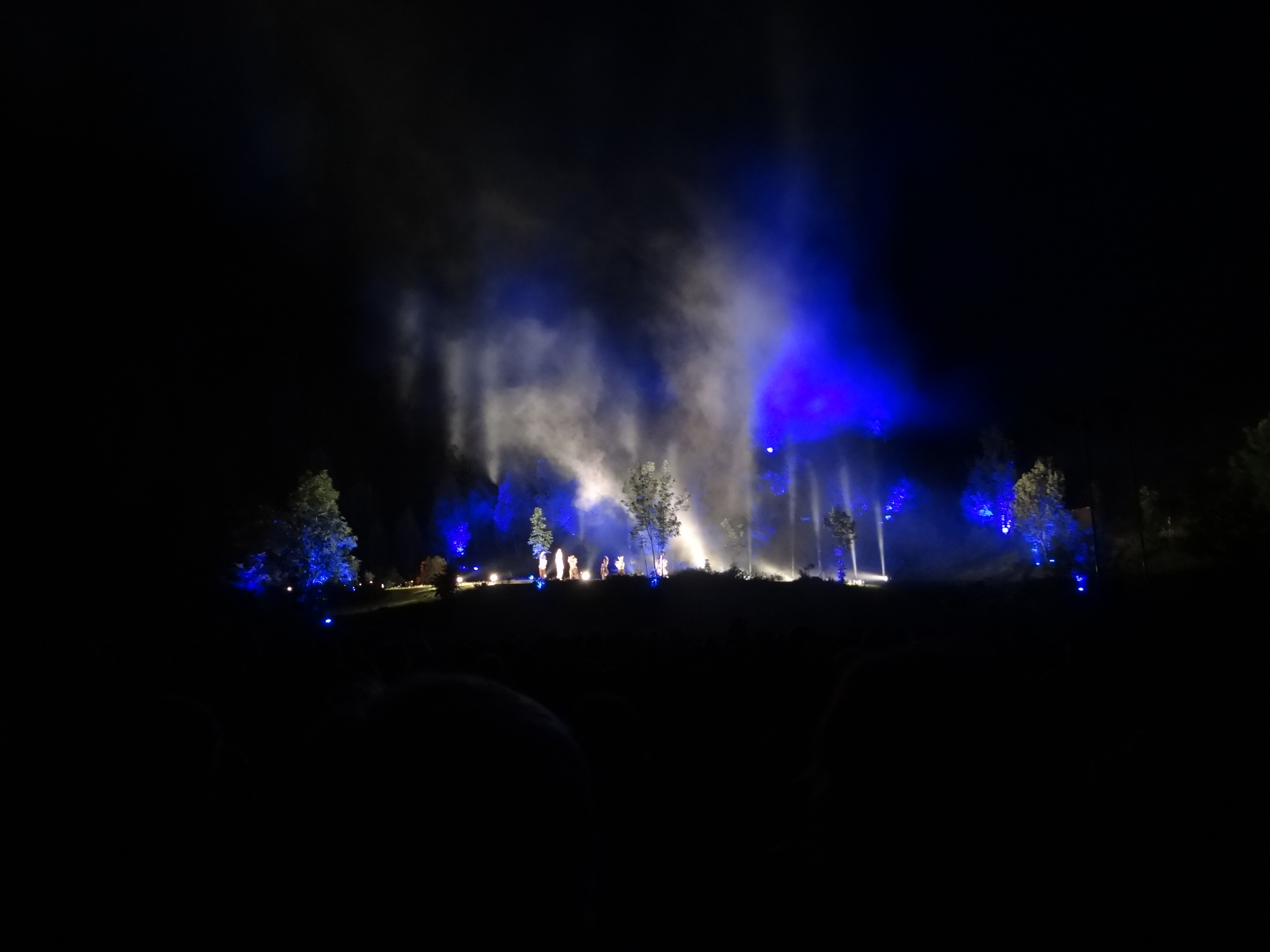

### Sports

Sélection de vues des équipements sportifs
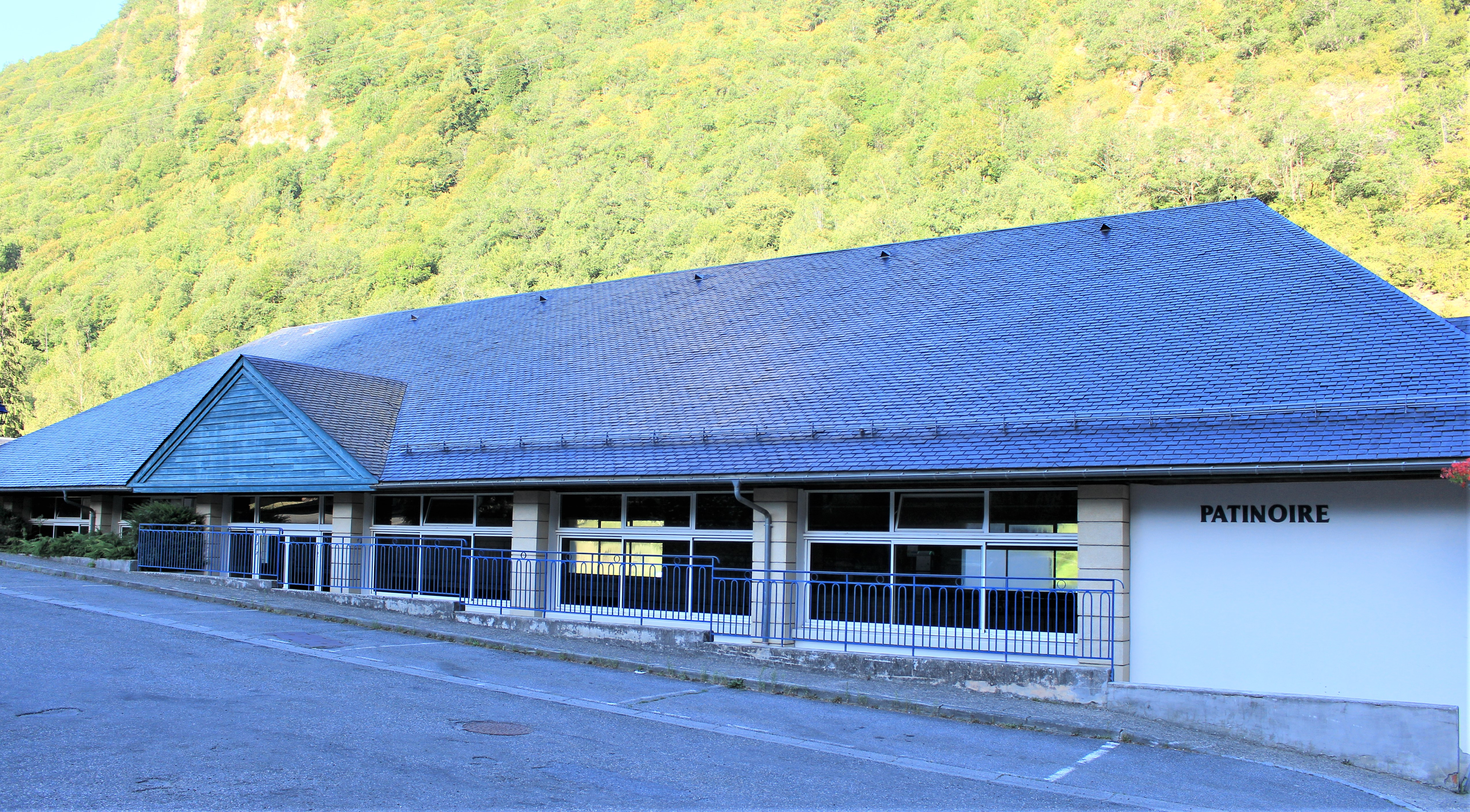
La patinoire.
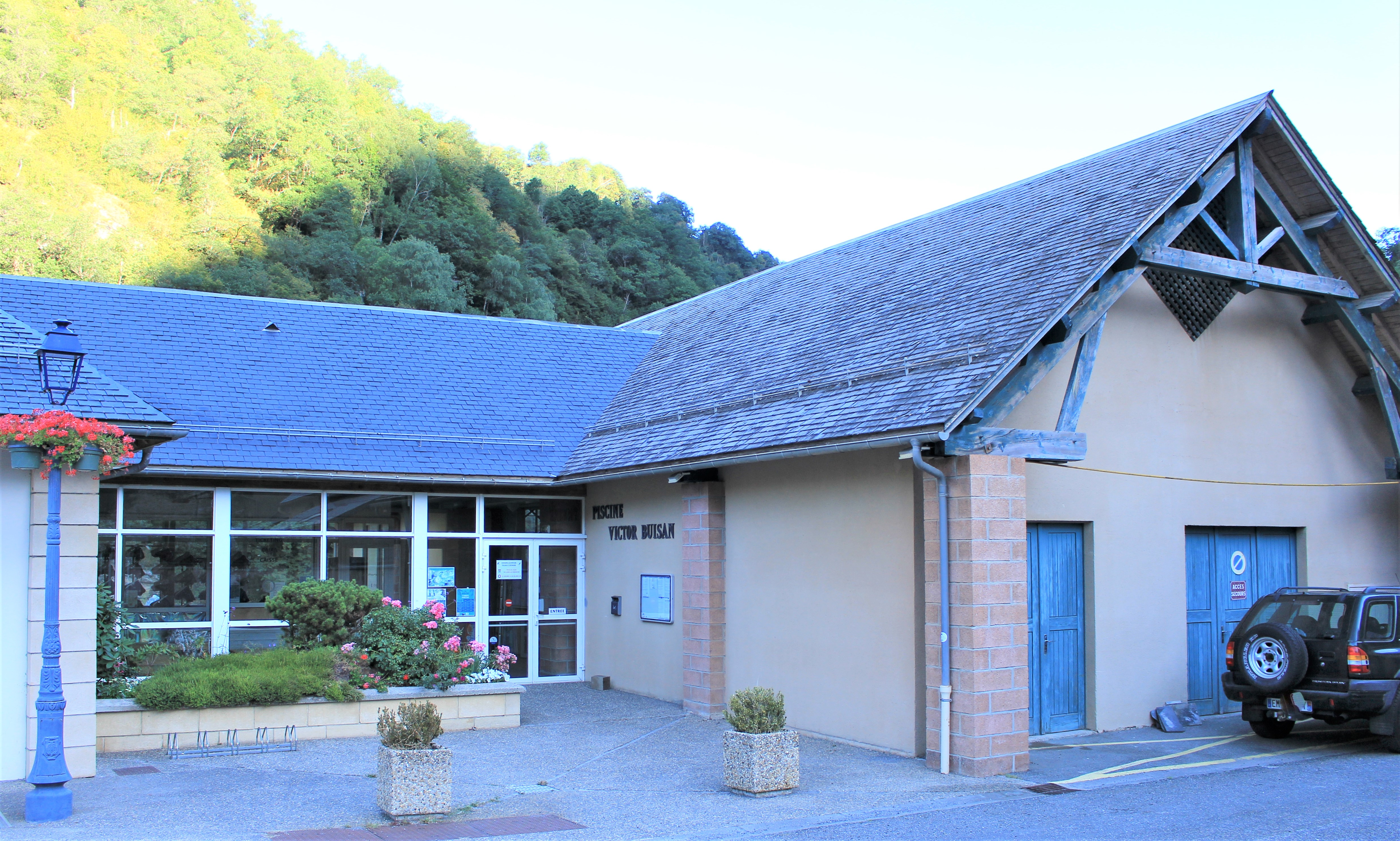
La piscine.

## Économie
Il convient de se reporter aux articles consacrés aux anciennes communes fusionnées.

## Culture locale et patrimoine

### Lieux et monuments

#### Édifices religieux
- L'église Notre-Dame-du-Bon-Port des XIIe et XIVe siècles est un ancien prieuré des hospitaliers de Saint-Jean de Jérusalem. Avec son cimetière, elle est inscrite au titre des monuments historiques depuis 1998[36].
- Église Saint-Mathieu de Gèdre.
- Chapelle Notre-Dame de Héas.
- Le cimetière des pyrénéistes. Une partie du petit cimetière de Gavarnie, le carré des pyrénéistes, regroupe les tombes de plusieurs figures du pyrénéisme : les guides de la famille Passet, dont Célestin ; François Bernat-Salles, Georges Ledormeur, Georges Adagas, Ludovic Gaurier, Jean Arlaud, etc.

Sélection de vues des édifices religieux
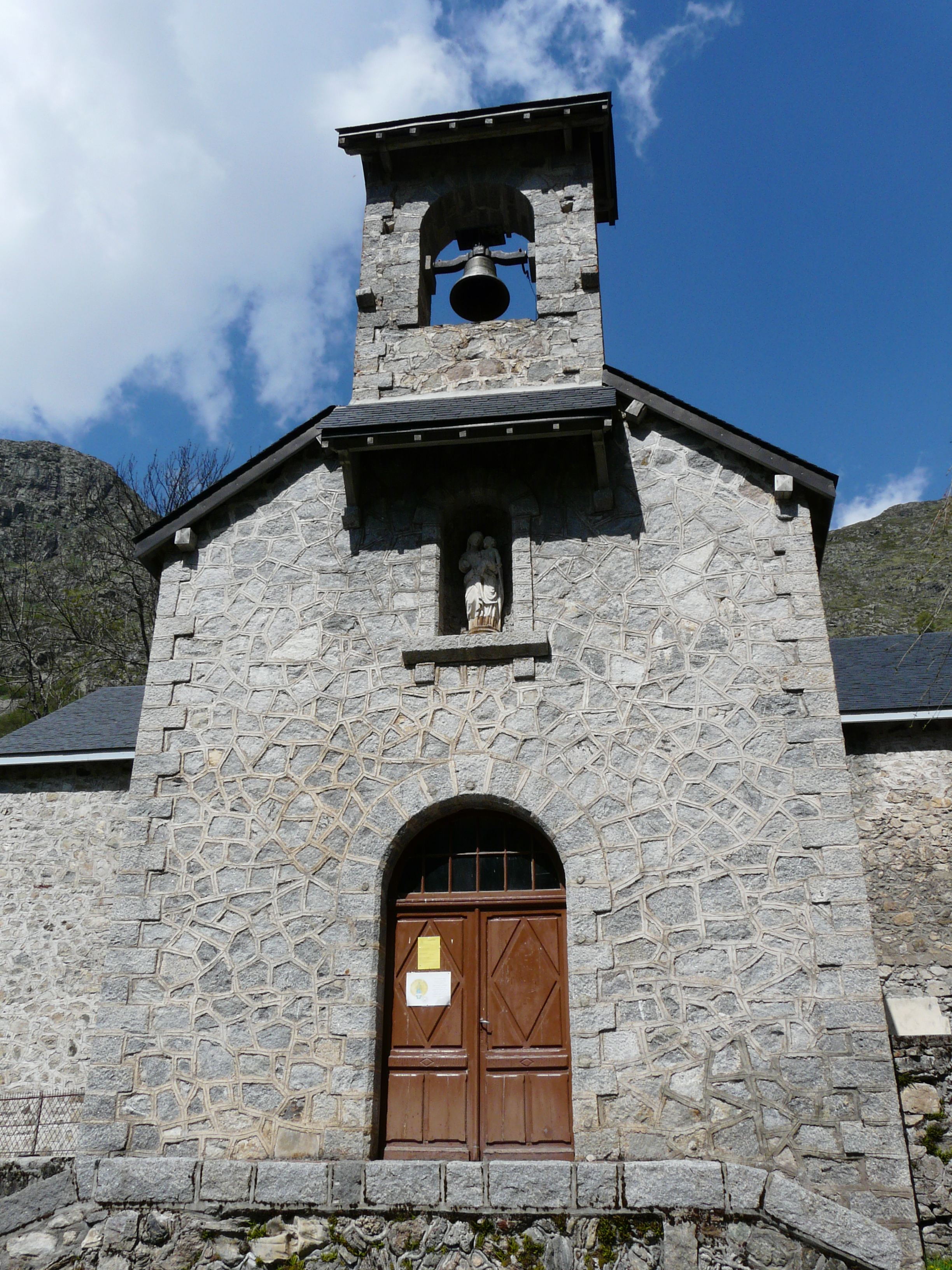
La chapelle Notre-Dame de Héas.
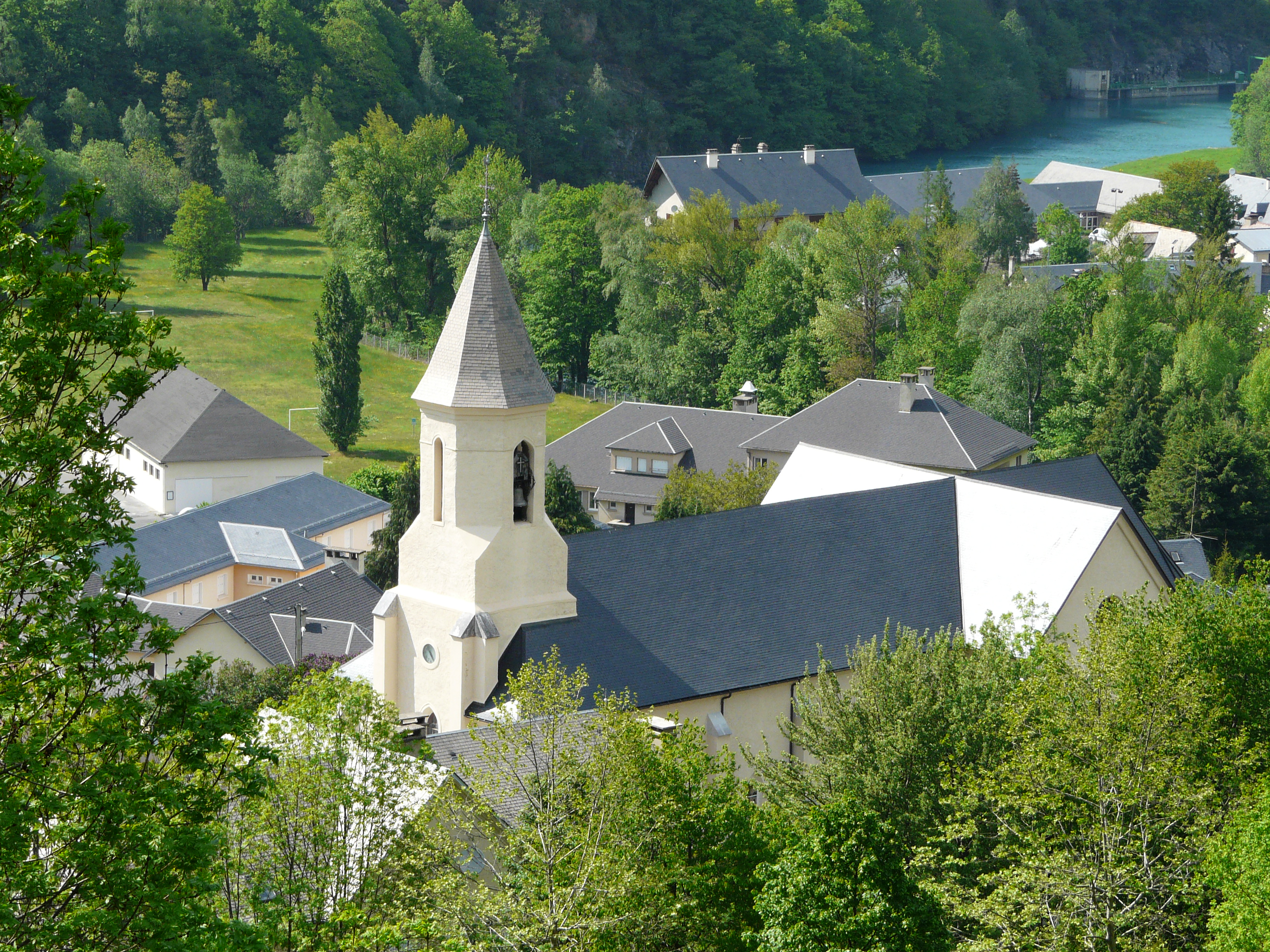
L'église de Gèdre.
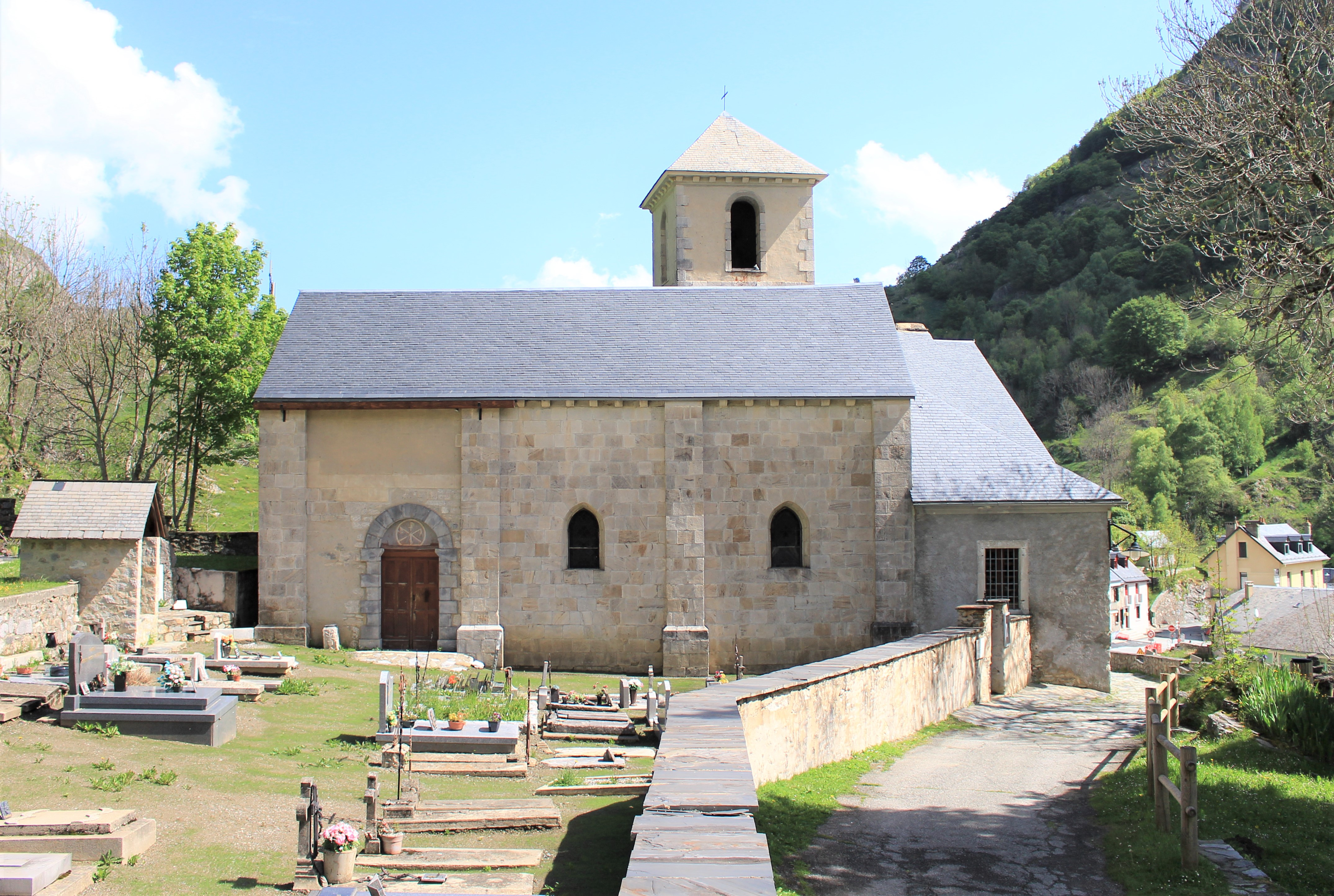
L'église de Gavarnie.
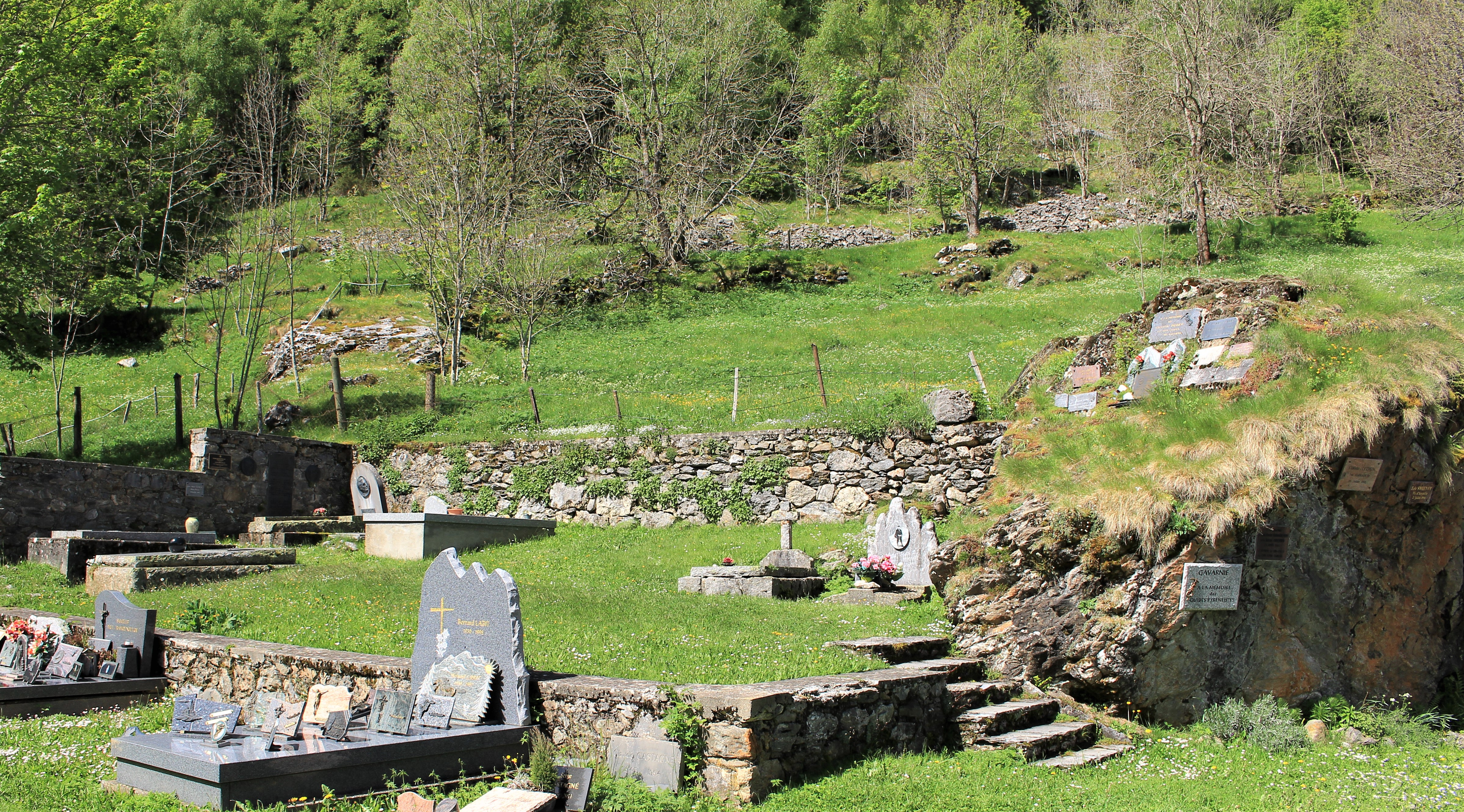
Le carré des pyrénéistes du cimetière de Gavarnie.
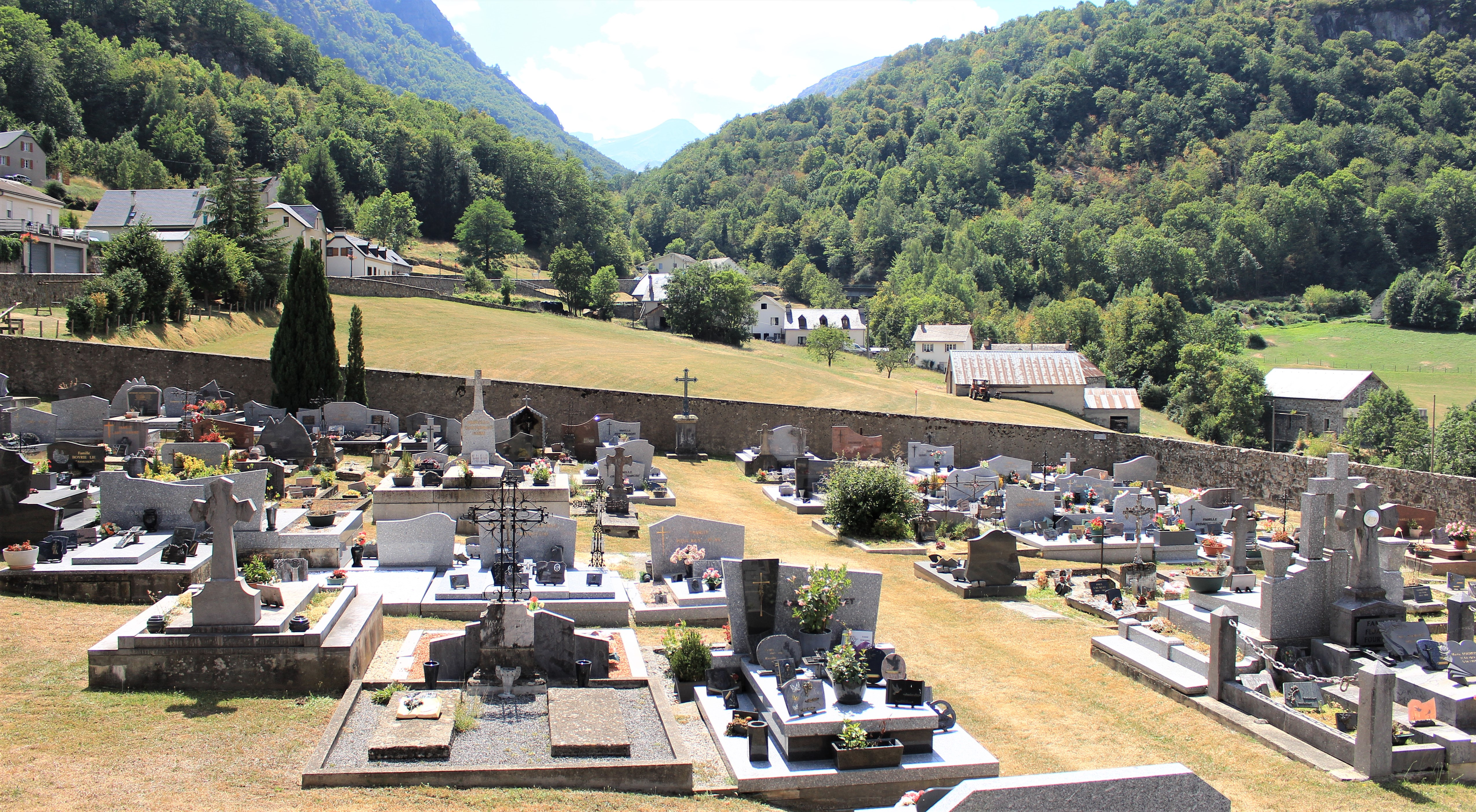
Le cimetière de Gèdre.

#### Édifices publics
- Centrale hydroélectrique de Pragnères, centrale hydroélectrique de Gèdre.
- Granges de Campbieil.
- Refuge Bayssellance.
- Refuge des Espuguettes.
- Grange de Holle.
- Refuge de Pailha.
- Refuge des Sarradets.
- Refuge de Tuquerouye.
- Hôtel du Cirque de Gavarnie.

### Patrimoine naturel
- Le cirque de Gavarnie et sa Grande Cascade, classés par l'UNESCO comme site du Patrimoine de l'humanité naturel et culturel, fait également partie des Grands Sites de Midi-Pyrénées[37].
- Balades dans les Pyrénées (Brèche de Roland...).
- Cirque d'Estaubé.
- Cirque de Troumouse.
- Lac et barrage des Gloriettes.

Sélection de vues des sites naturels
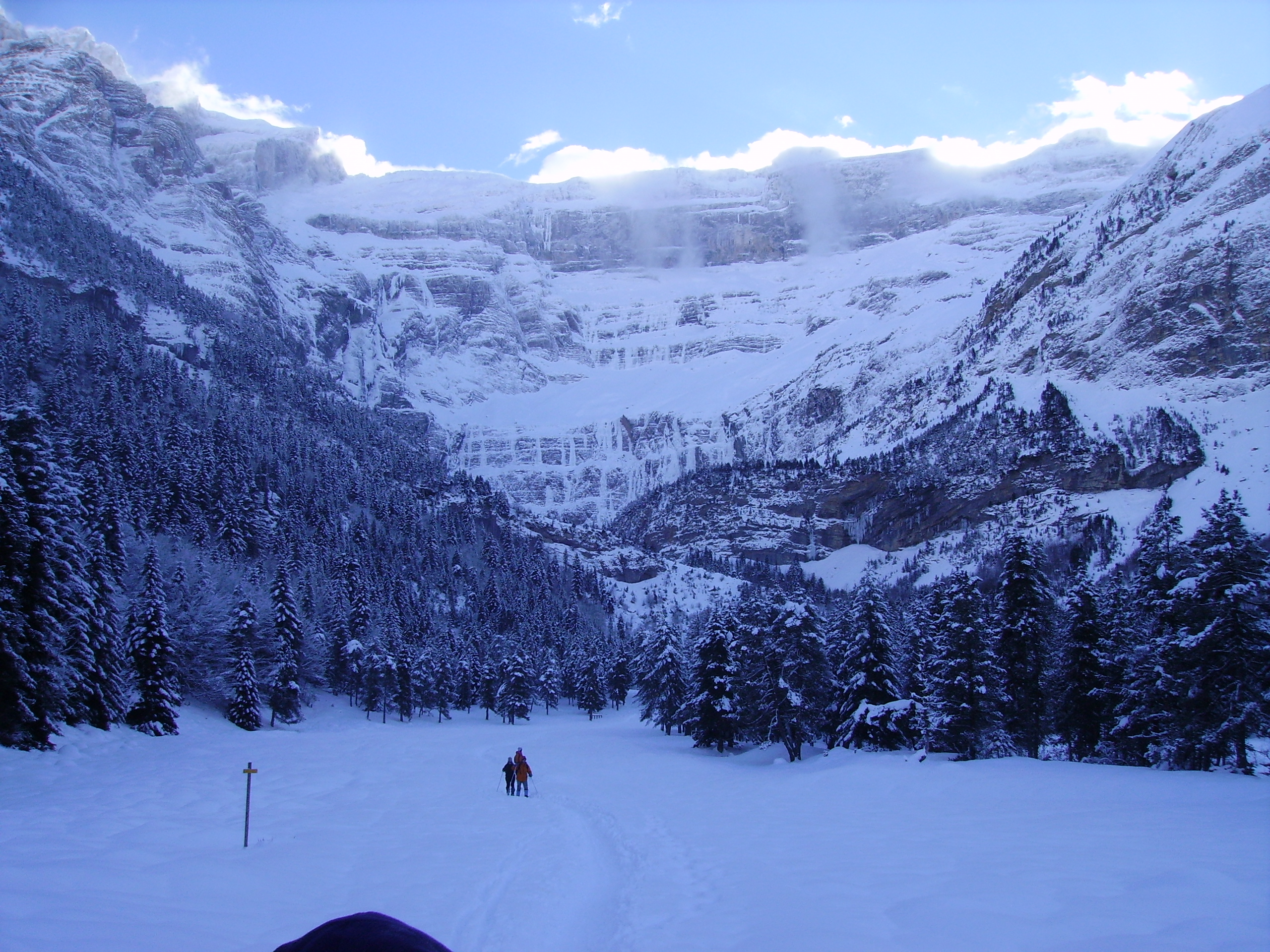
Le cirque de Gavarnie sous la neige.
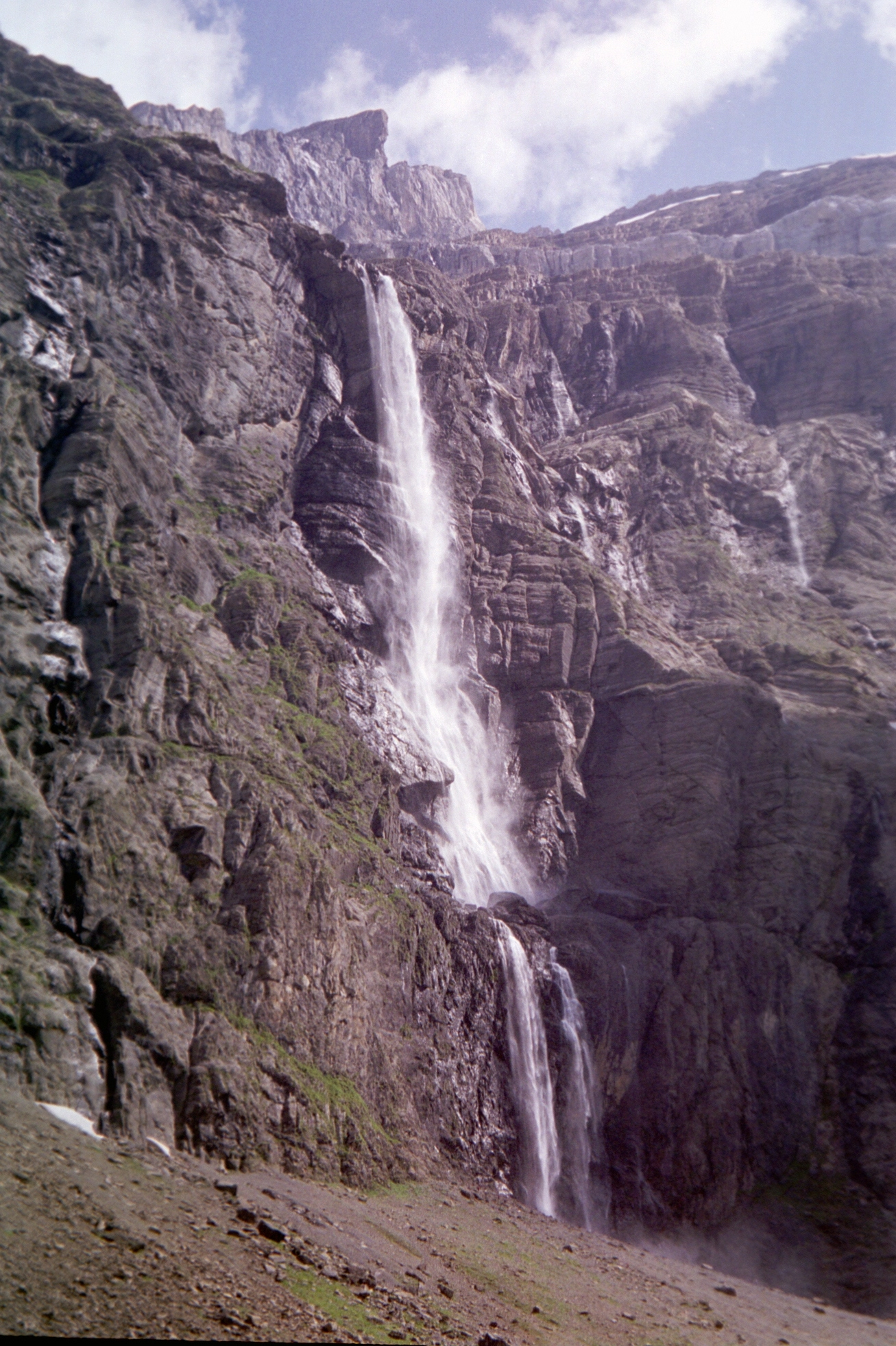
La Grande Cascade.
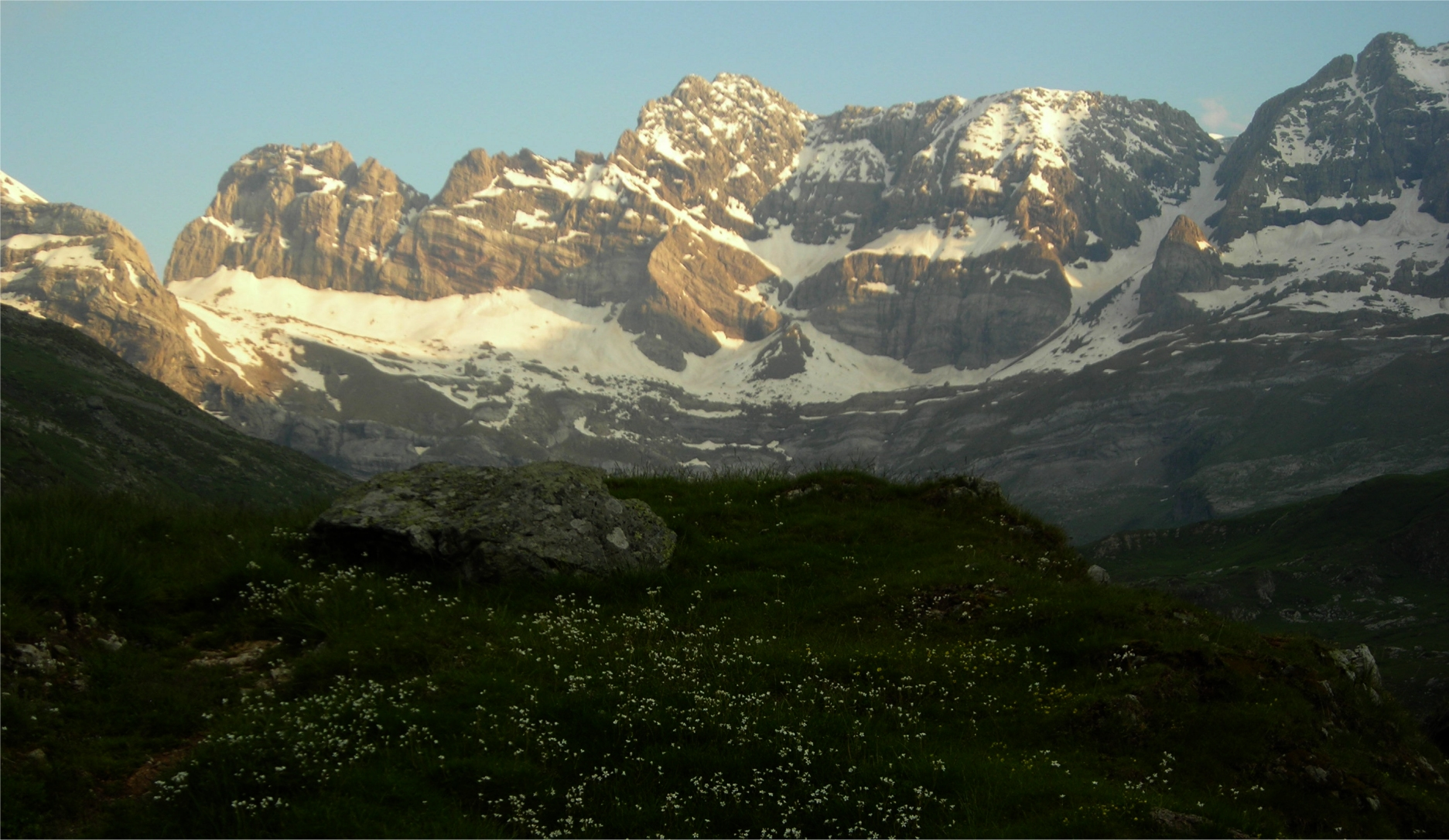
Le cirque d'Estaubé.
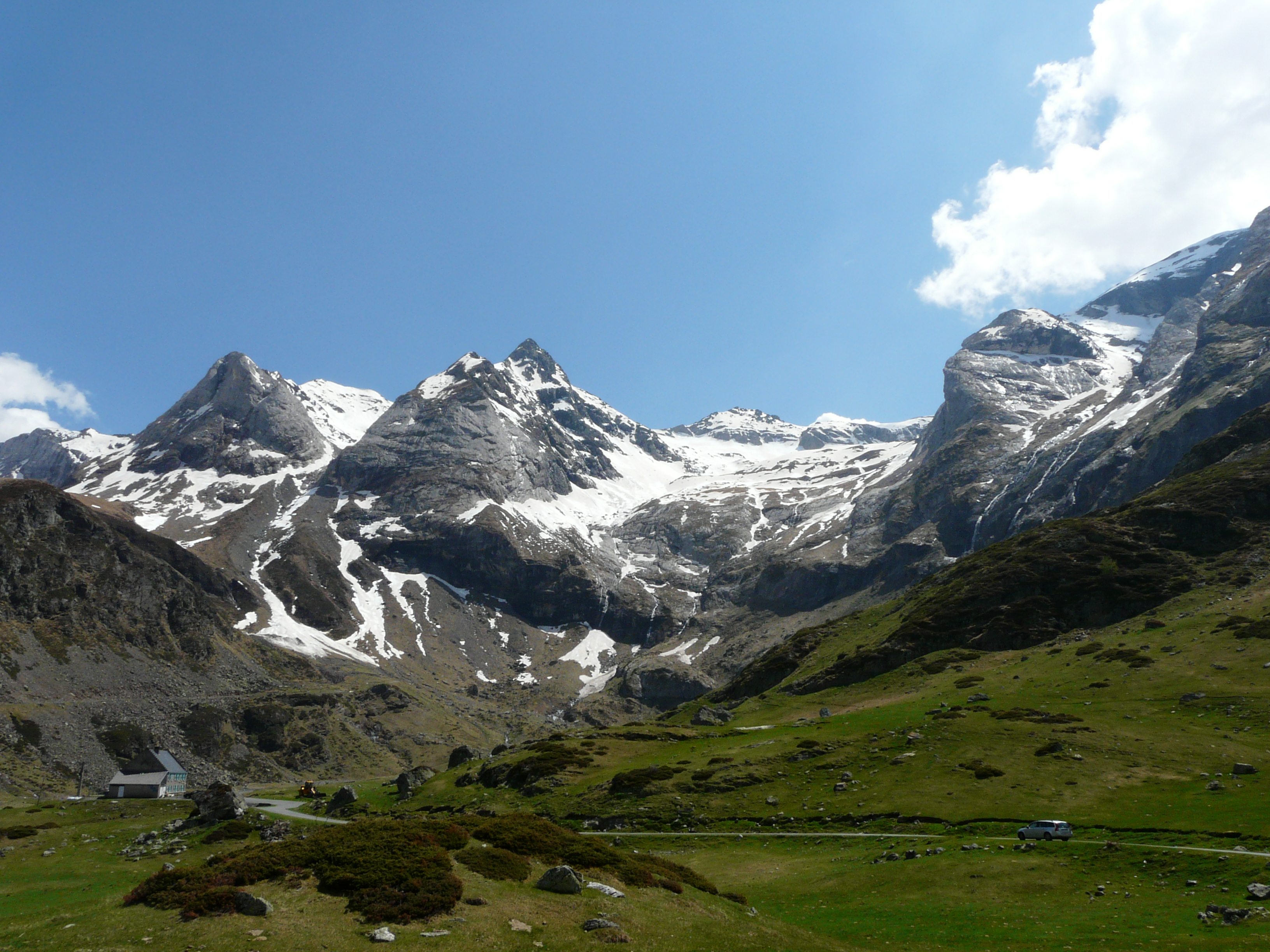
Le cirque de Troumouse.
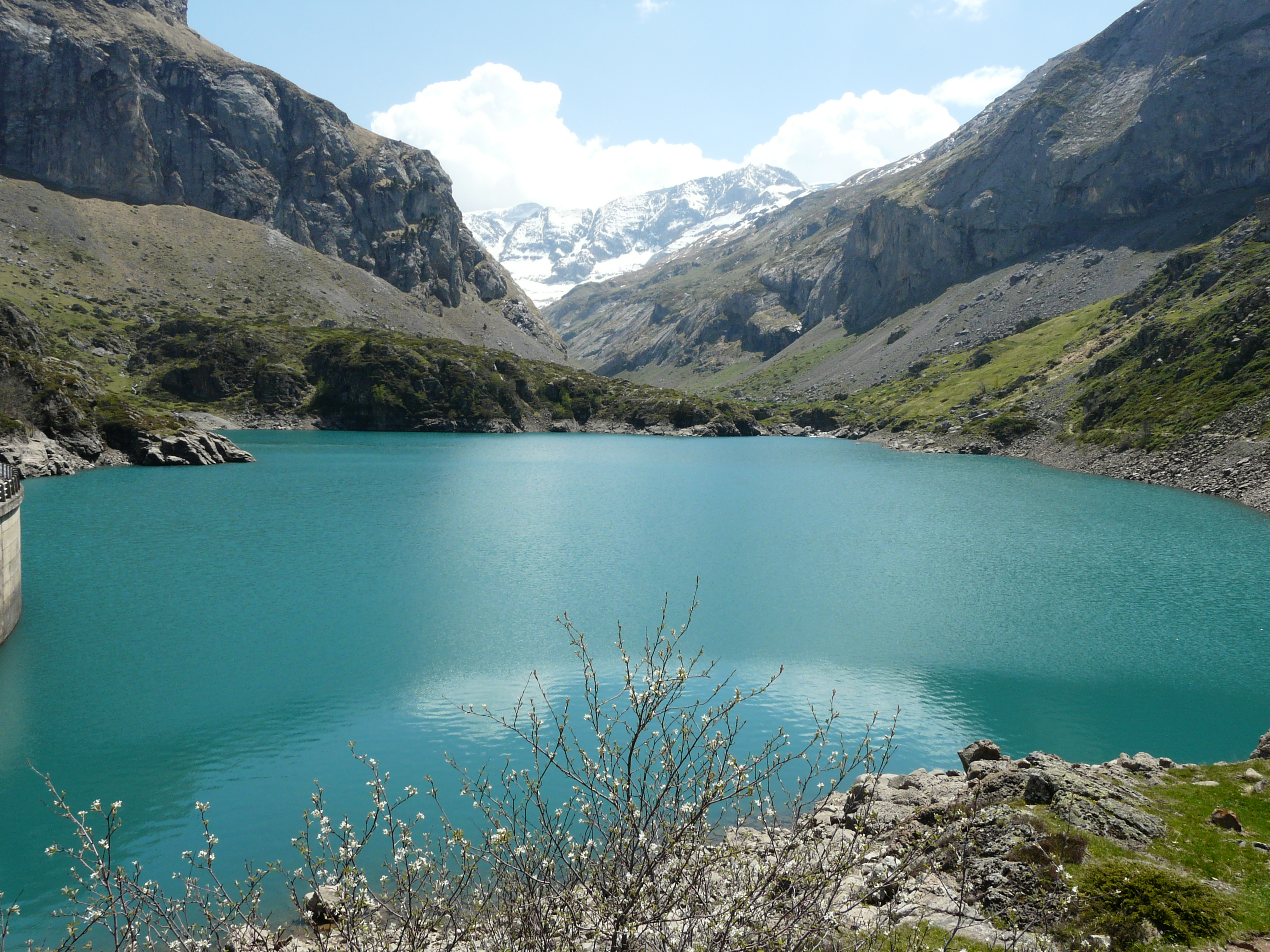
Le lac des Gloriettes.
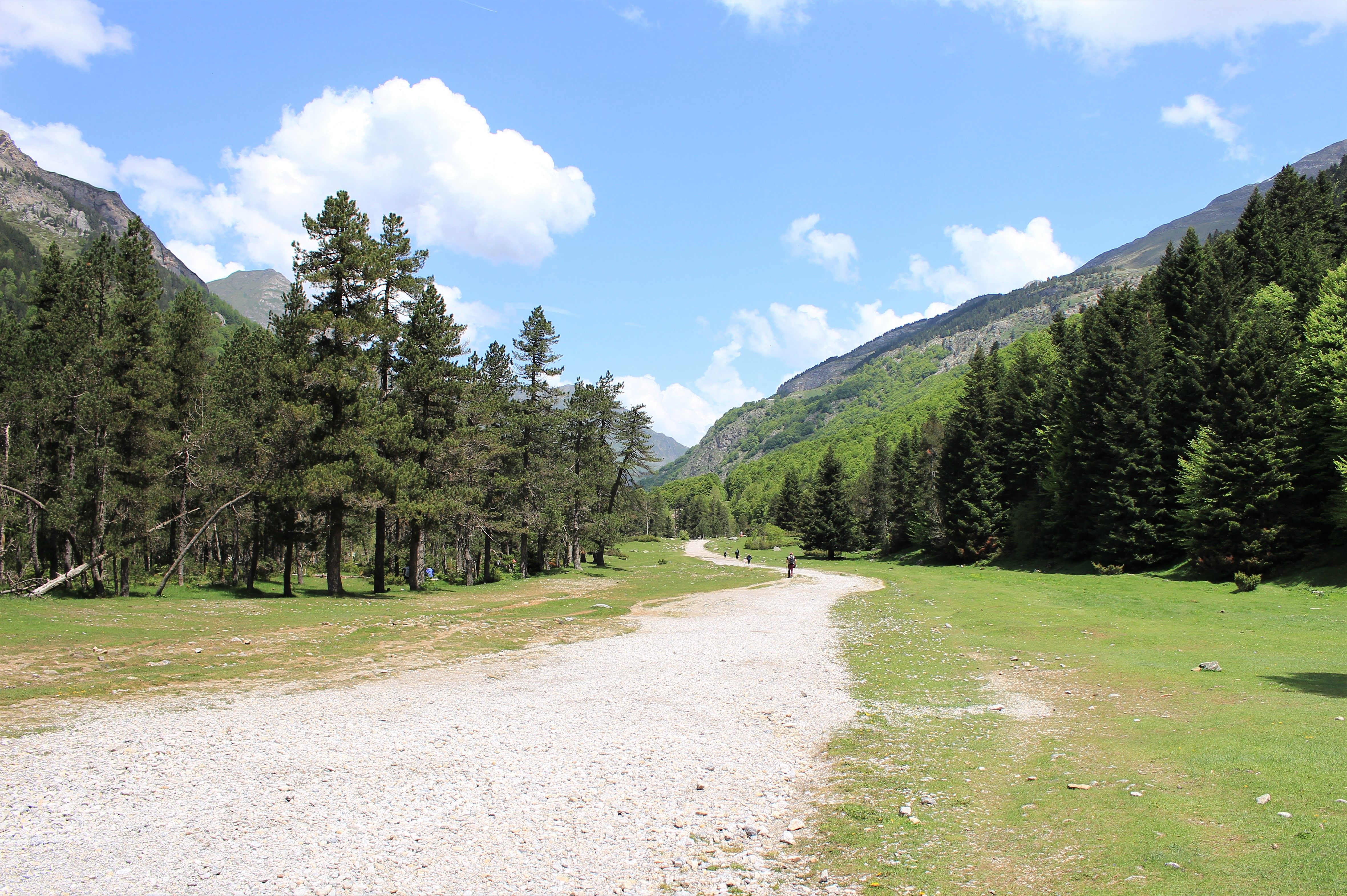
La prairie La Prade.
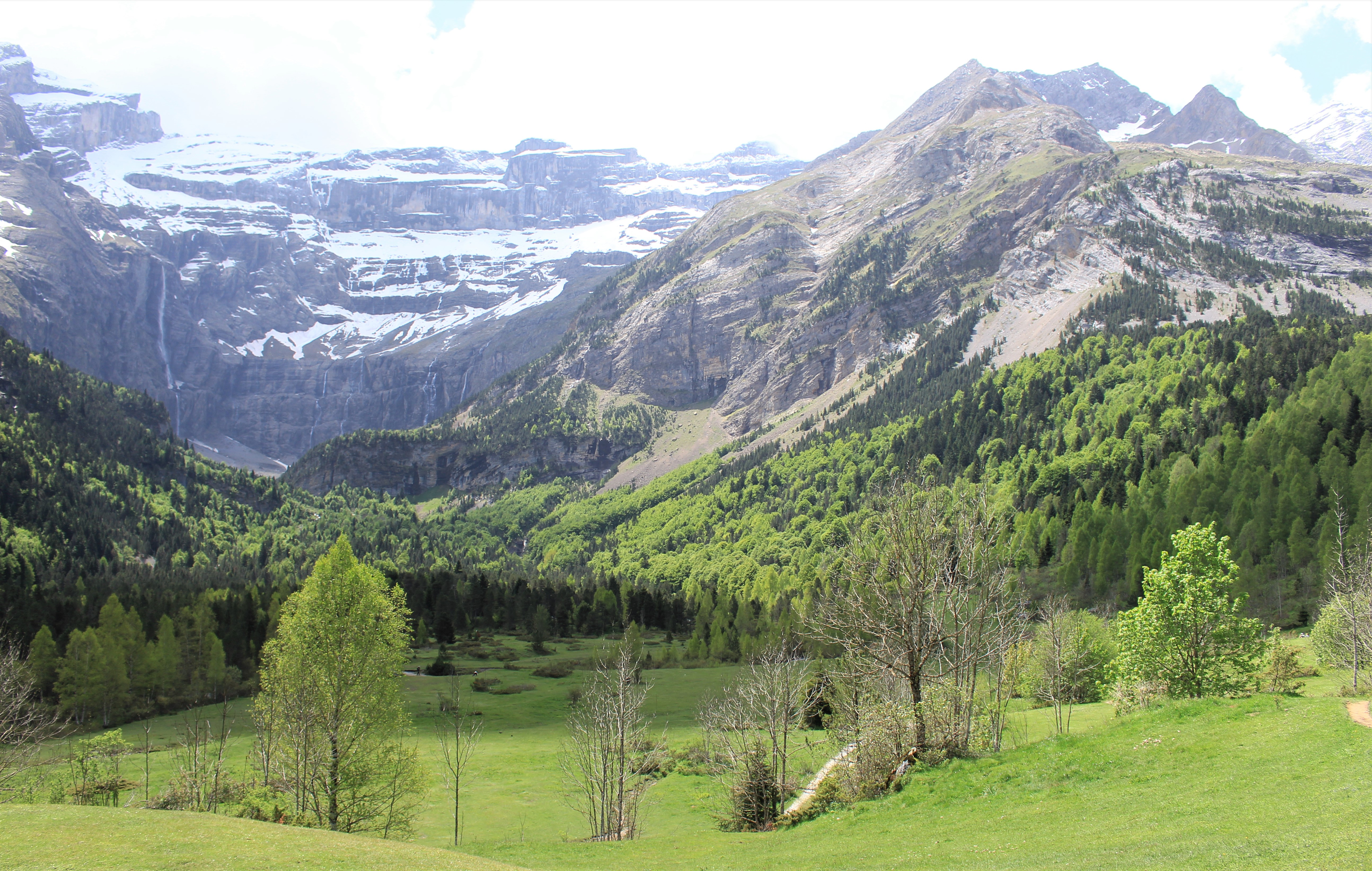
La plaine de la Courade.
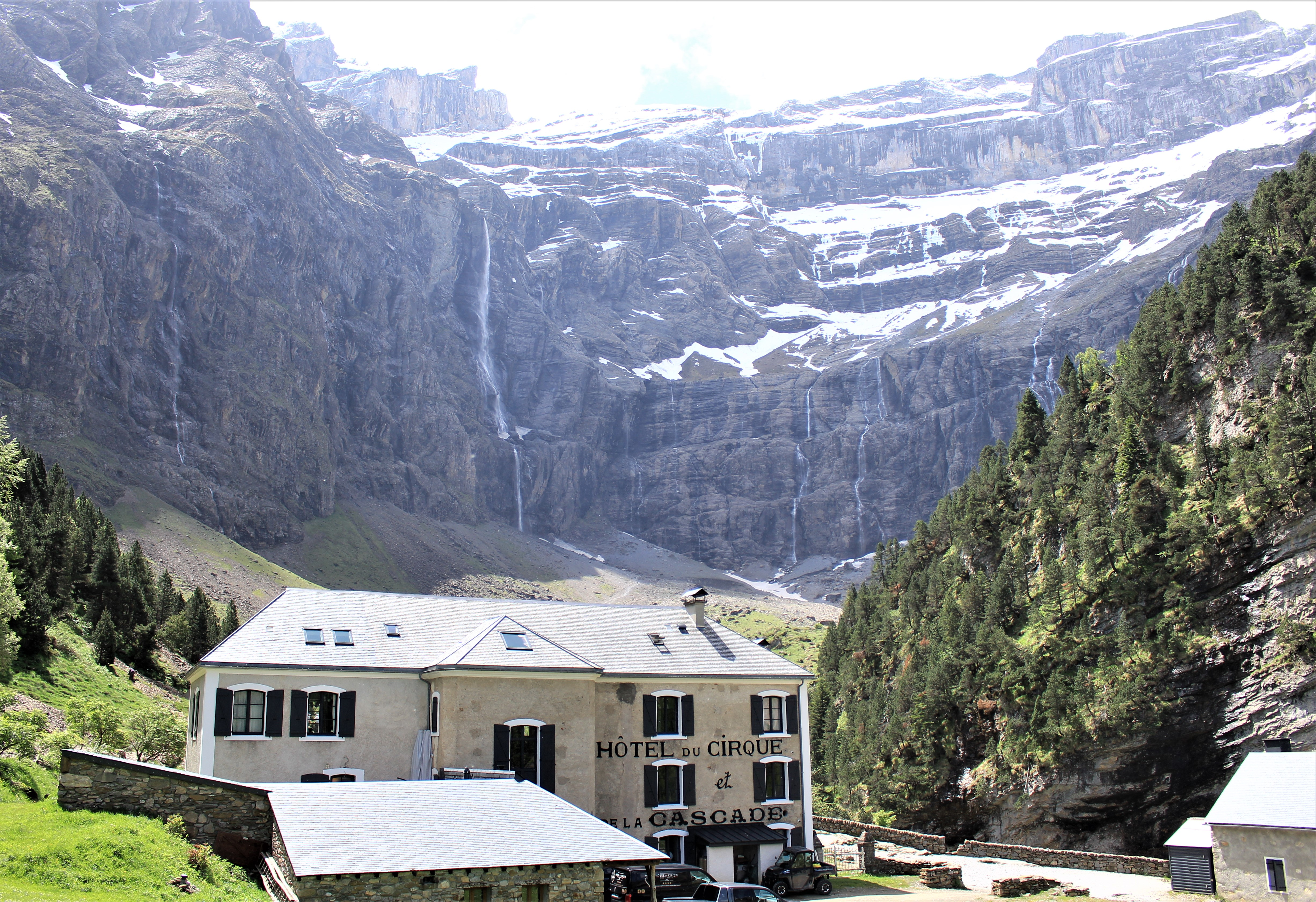
L'Hôtellerie du Cirque.

### Œuvres d'art
- La statue de Notre-Dame-des-Neiges, érigée sur le Turon de Hole en 1927, œuvre de Firmin Michelet[38].
- La vierge de Troumouse.
- Statue du comte Henry Russell.

Sélection de vues
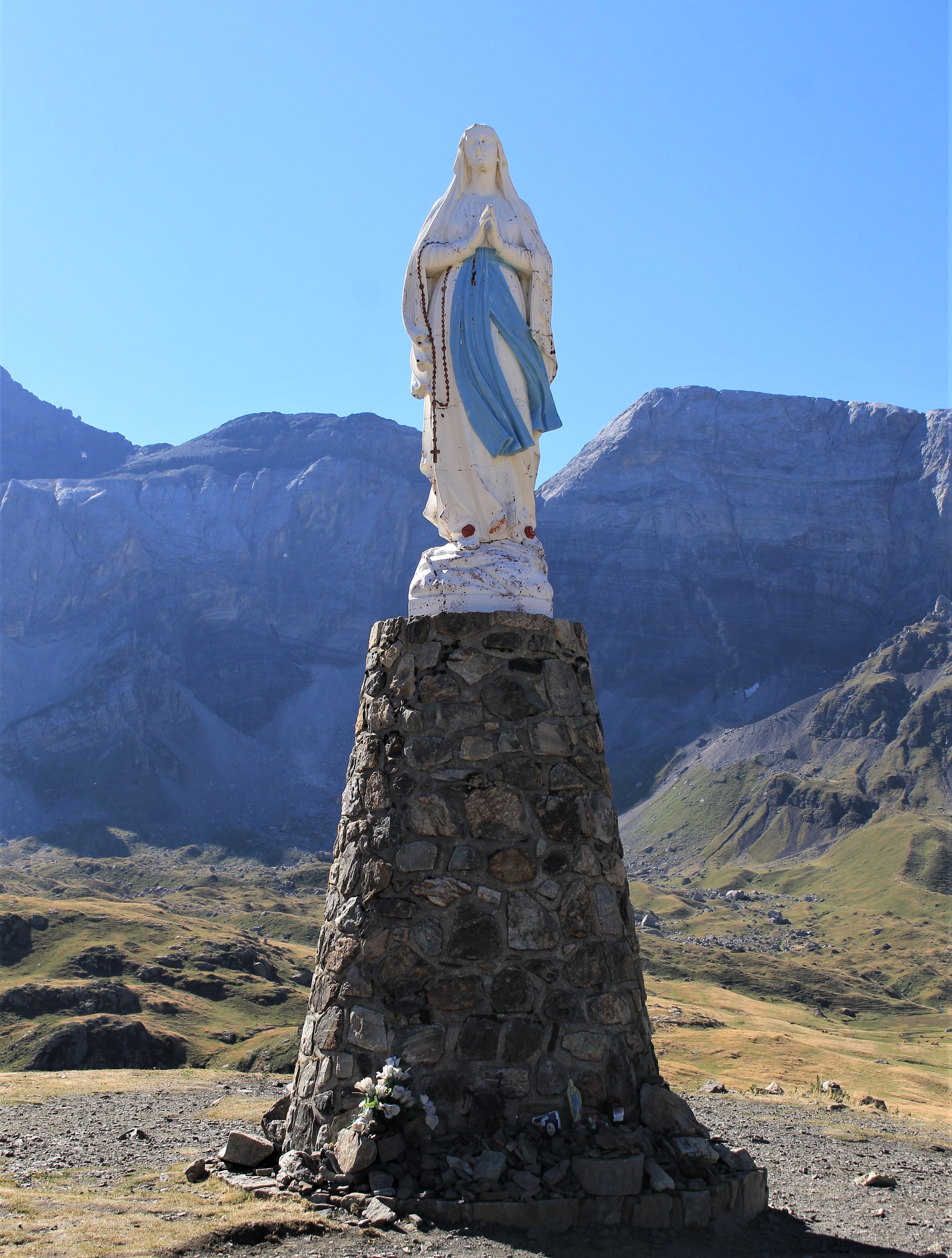
La vierge de Troumouse.
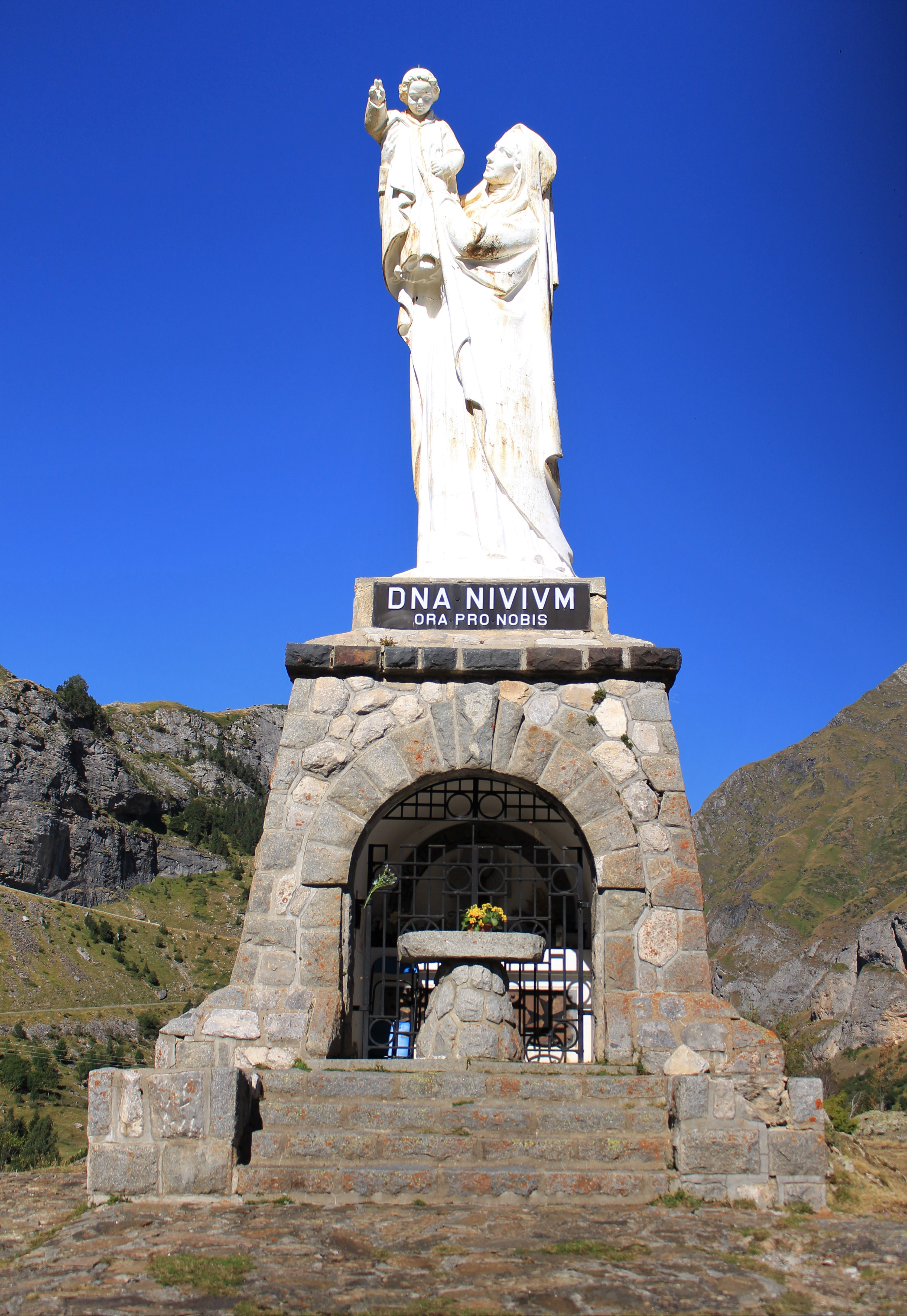
La statue de Notre-Dame-des-Neiges.
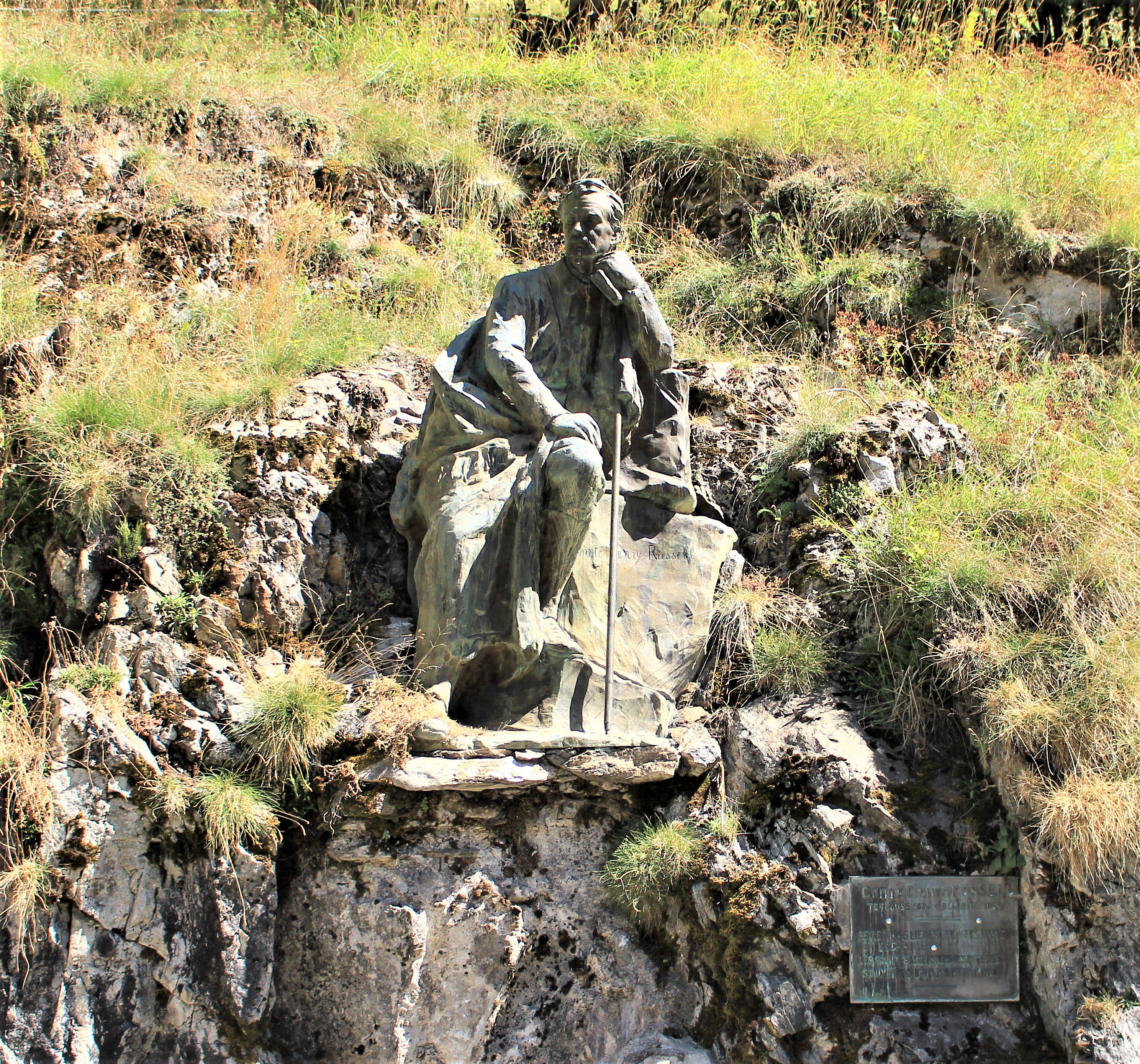
La statue du comte Russell.
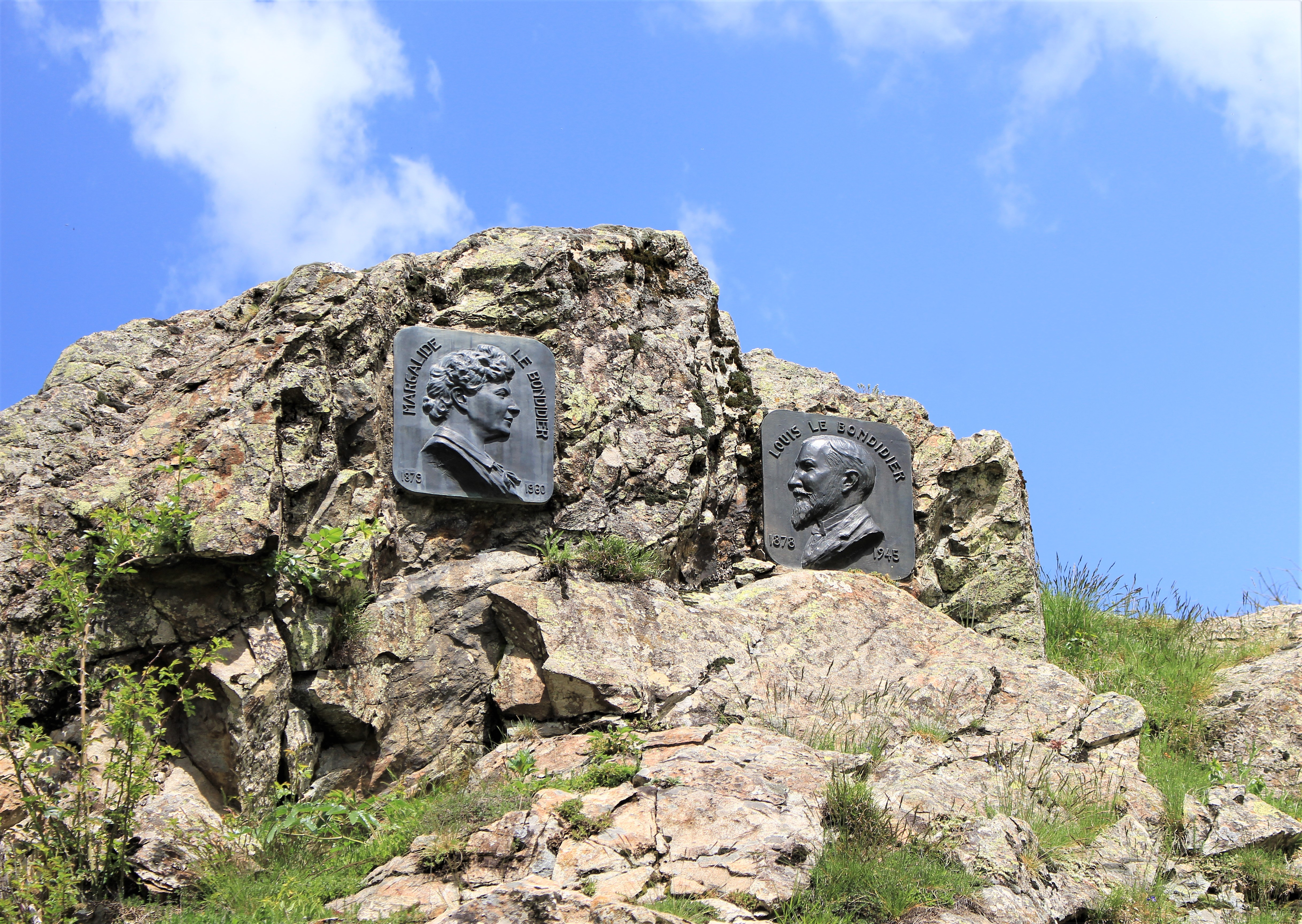
Stèle de Margalide et Louis Le Bondidier.
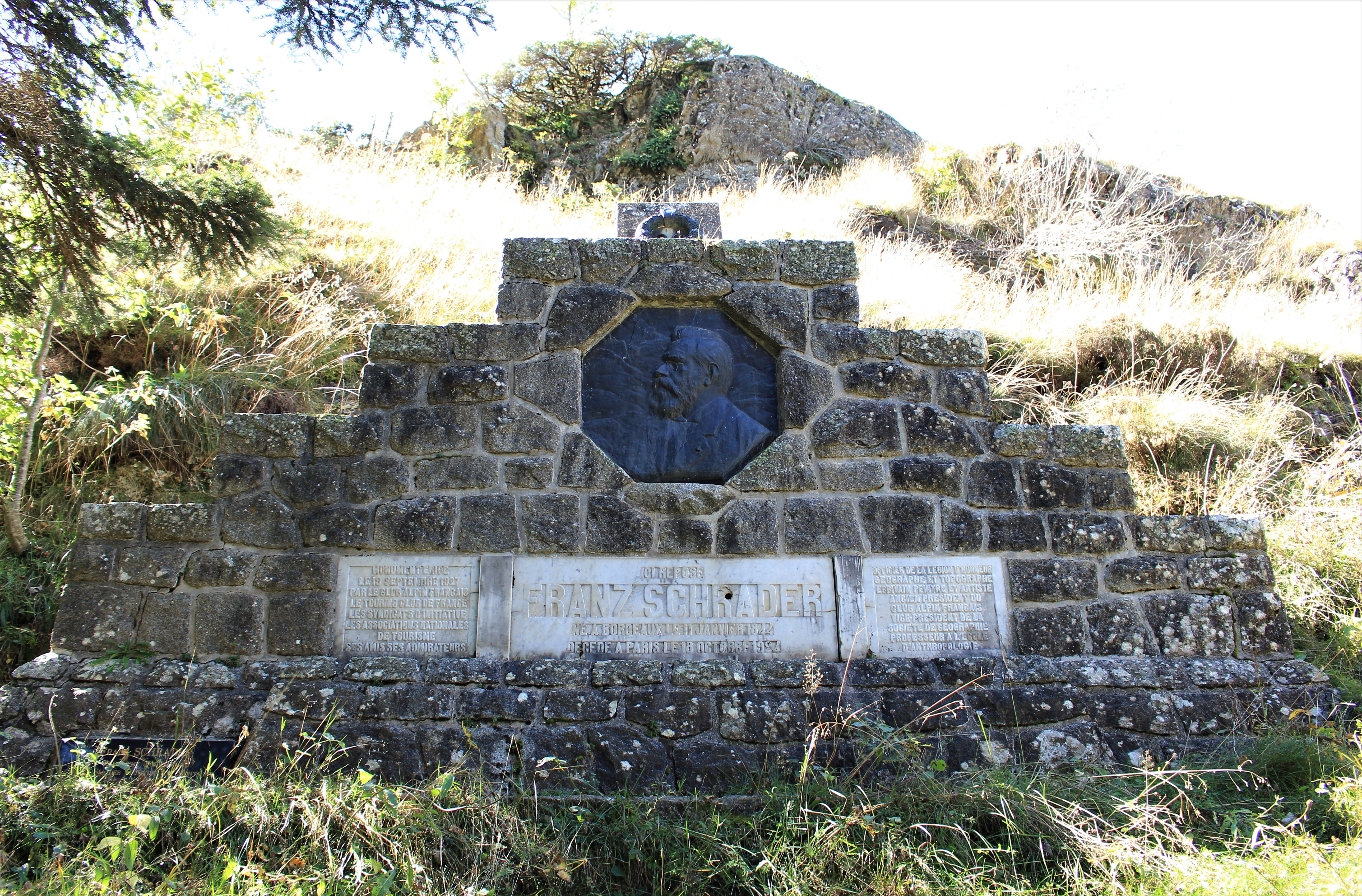
Tombeau de Franz Schrader.

### Hameaux et lieux-dits
- Village de Pragnères (970 m).
- Village de Gèdre-Dessus (1 142 m).
- Village de Saussa-Ayrues (1 194 m).
- Village de Héas (1 500 m).
- Village de Trimbareilles.
- Chaos de Coumély (vallée d'Aspé).

### Patrimoine environnemental
- Maison du parc national des Pyrénées dans la mairie de Gavarnie lié au siège de Tarbes.
- Station de ski de Gavarnie-Gèdre.
- Le village de Gavarnie est traversé par un chemin de Saint-Jacques-de-Compostelle, qui passe près de l'église et par le GR 10 à Notre-Dame des Neiges.

Sélection de vues des différents sites
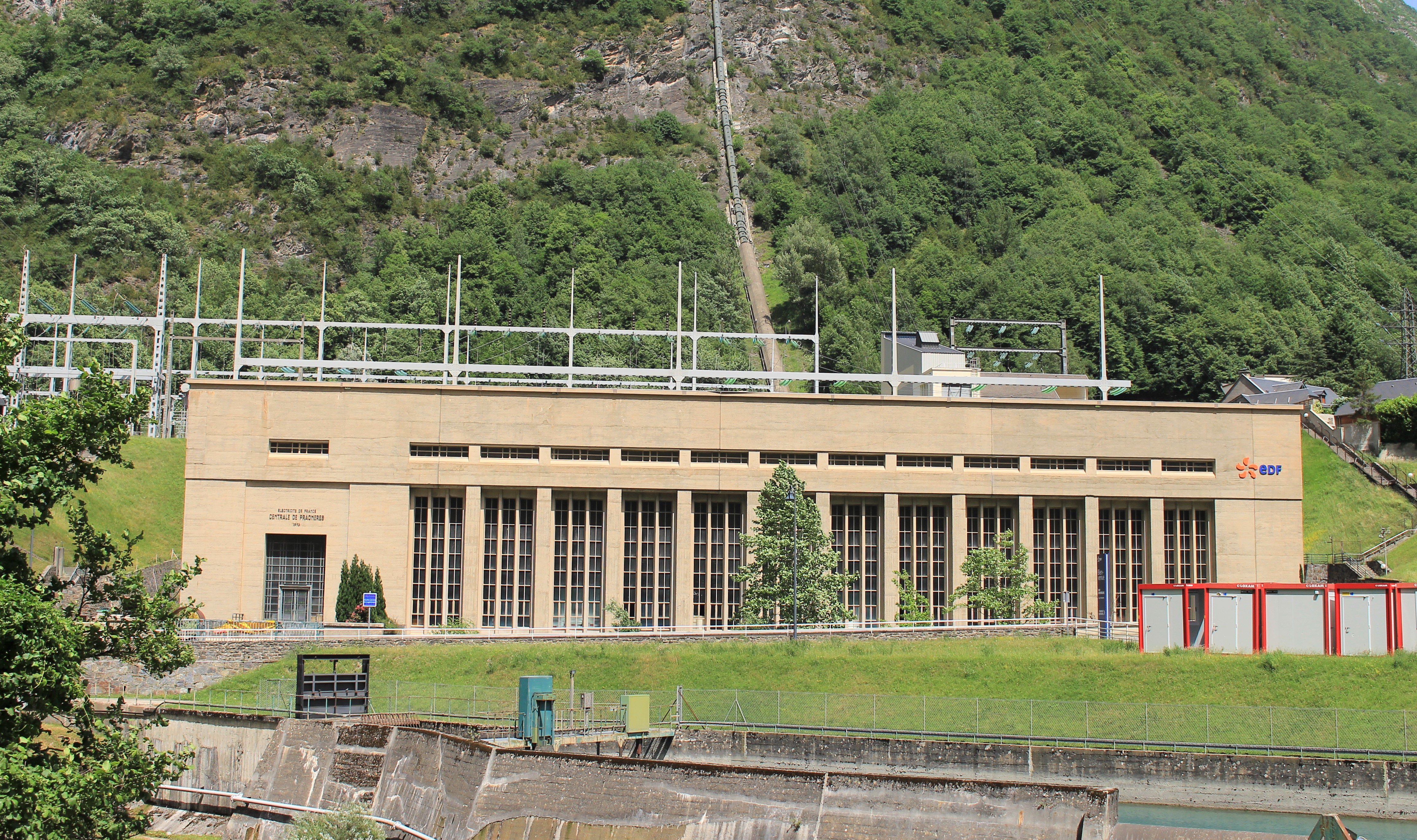
La centrale de Pragnères.
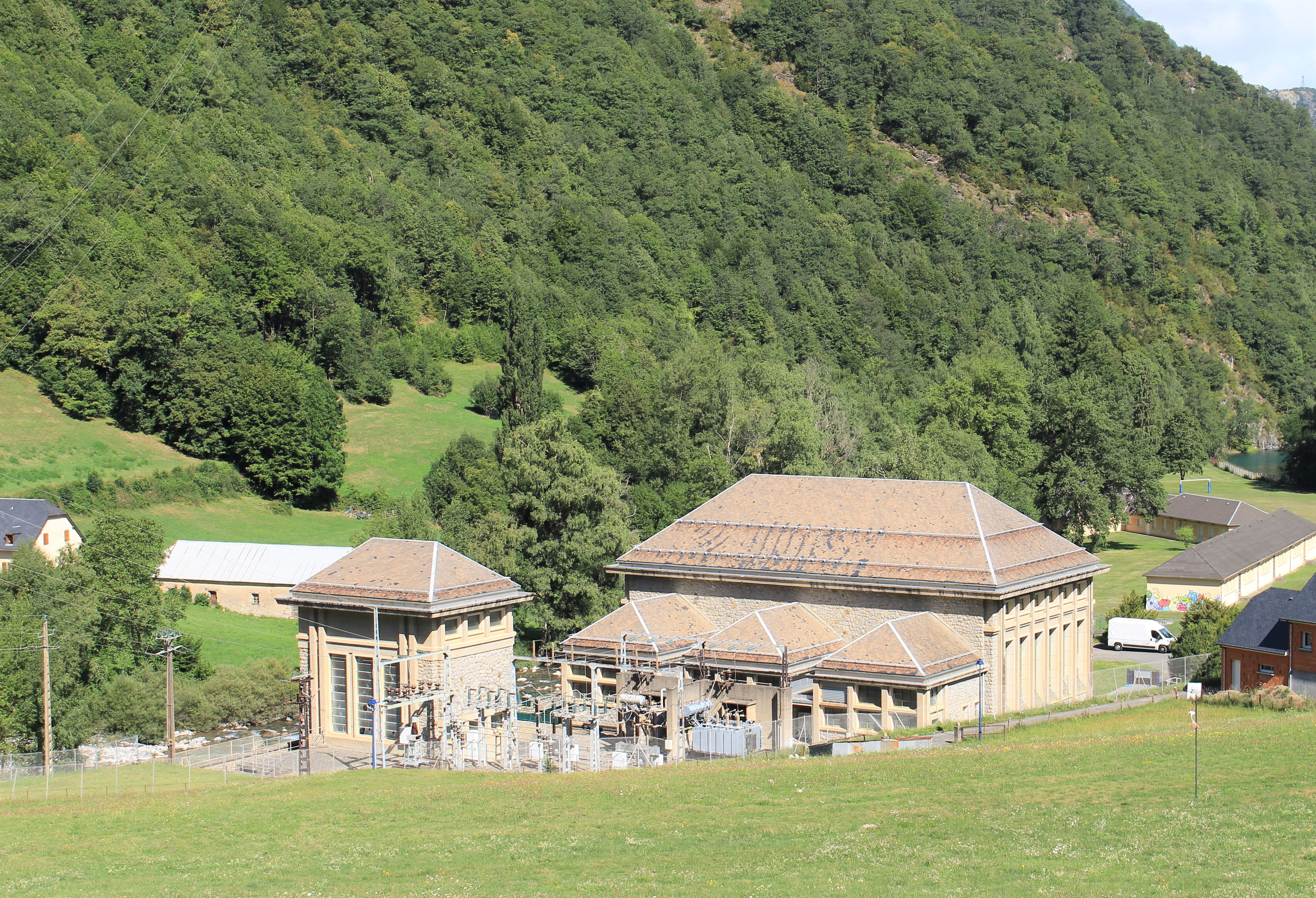
La centrale de Gèdre.
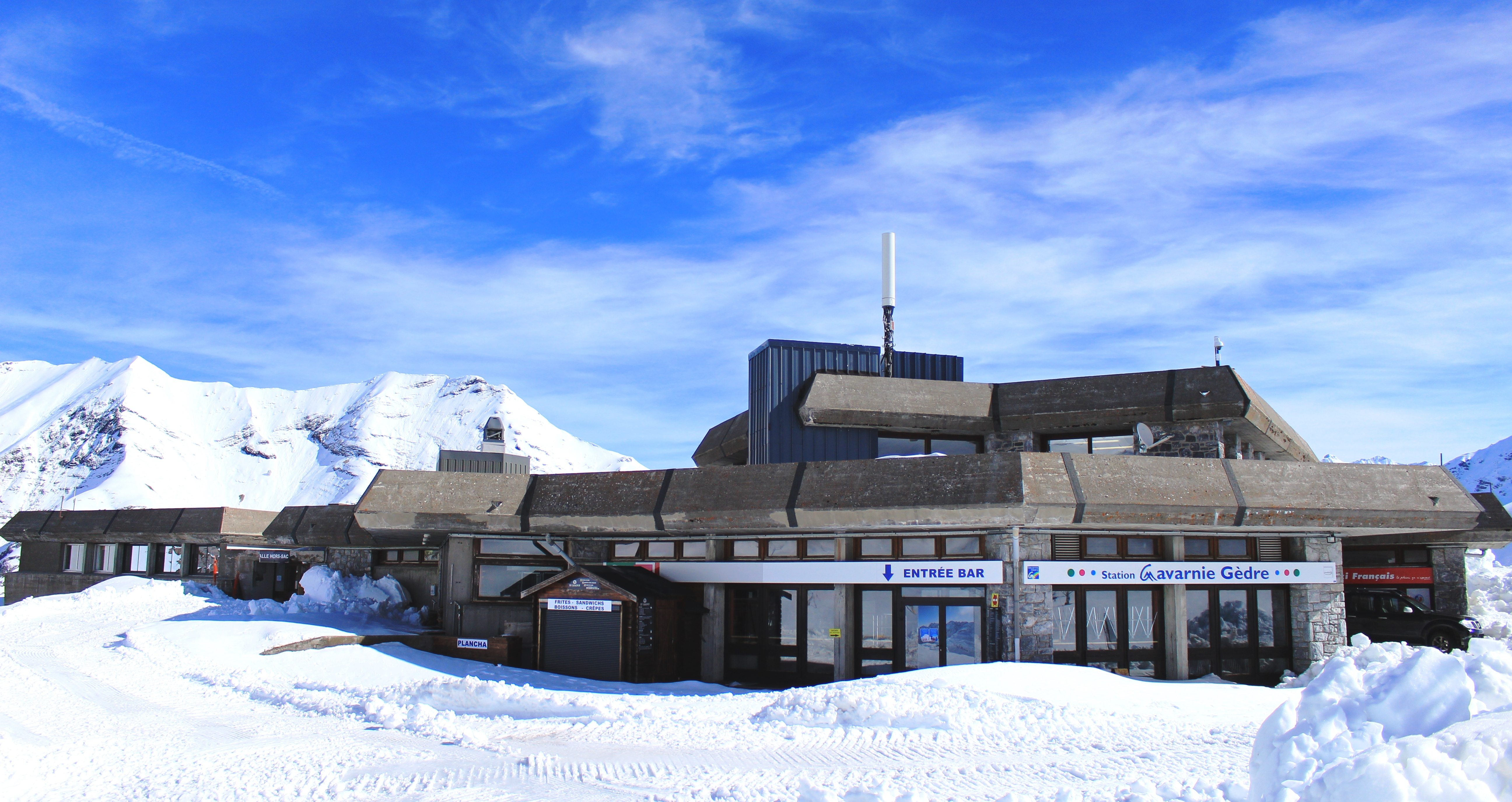
Accueil de la station de Gavarnie.

Sélection de vues des tables d'orientation
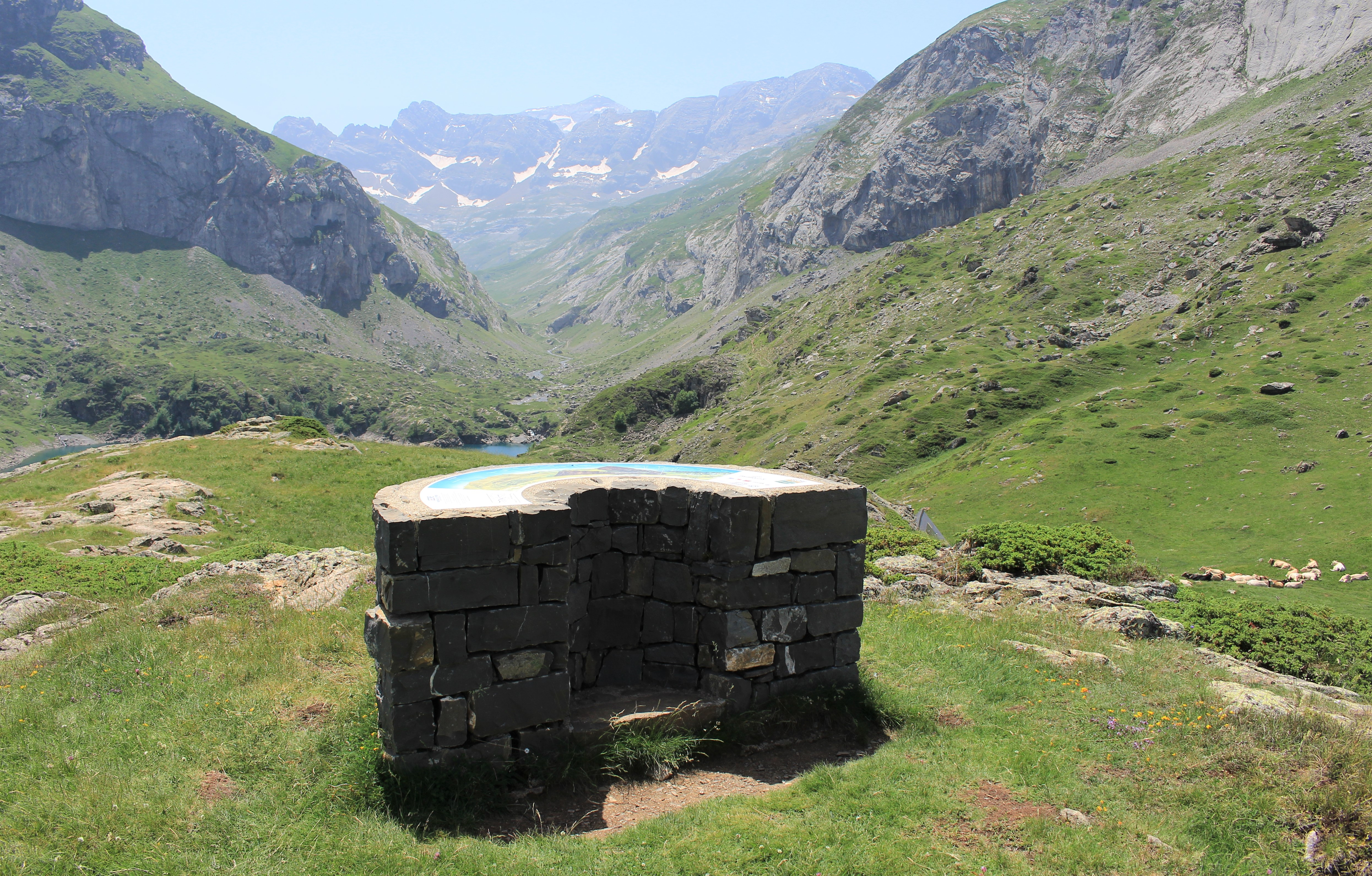
Au lac des Gloriettes.
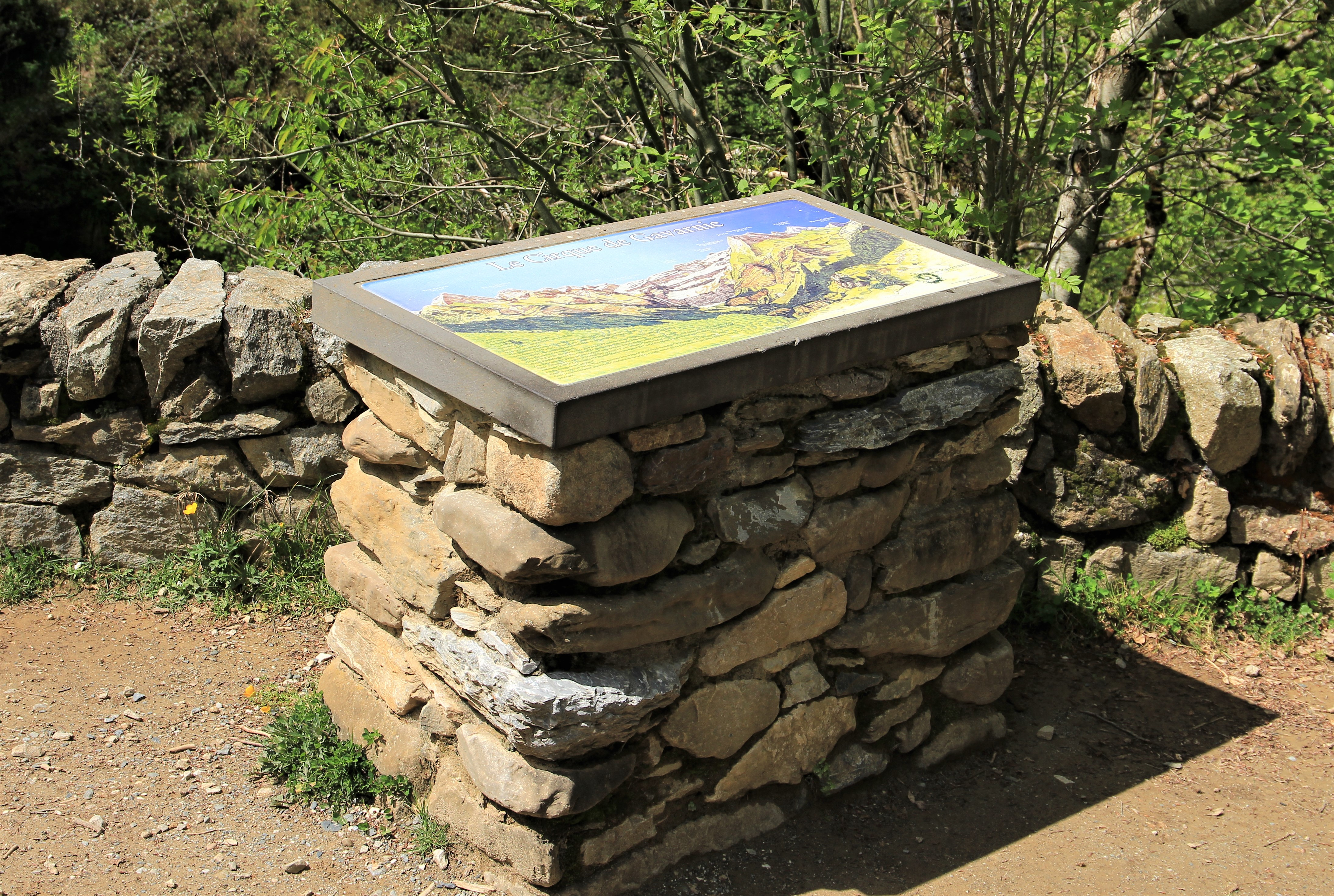
Au pont de Nadau à Gavarnie.
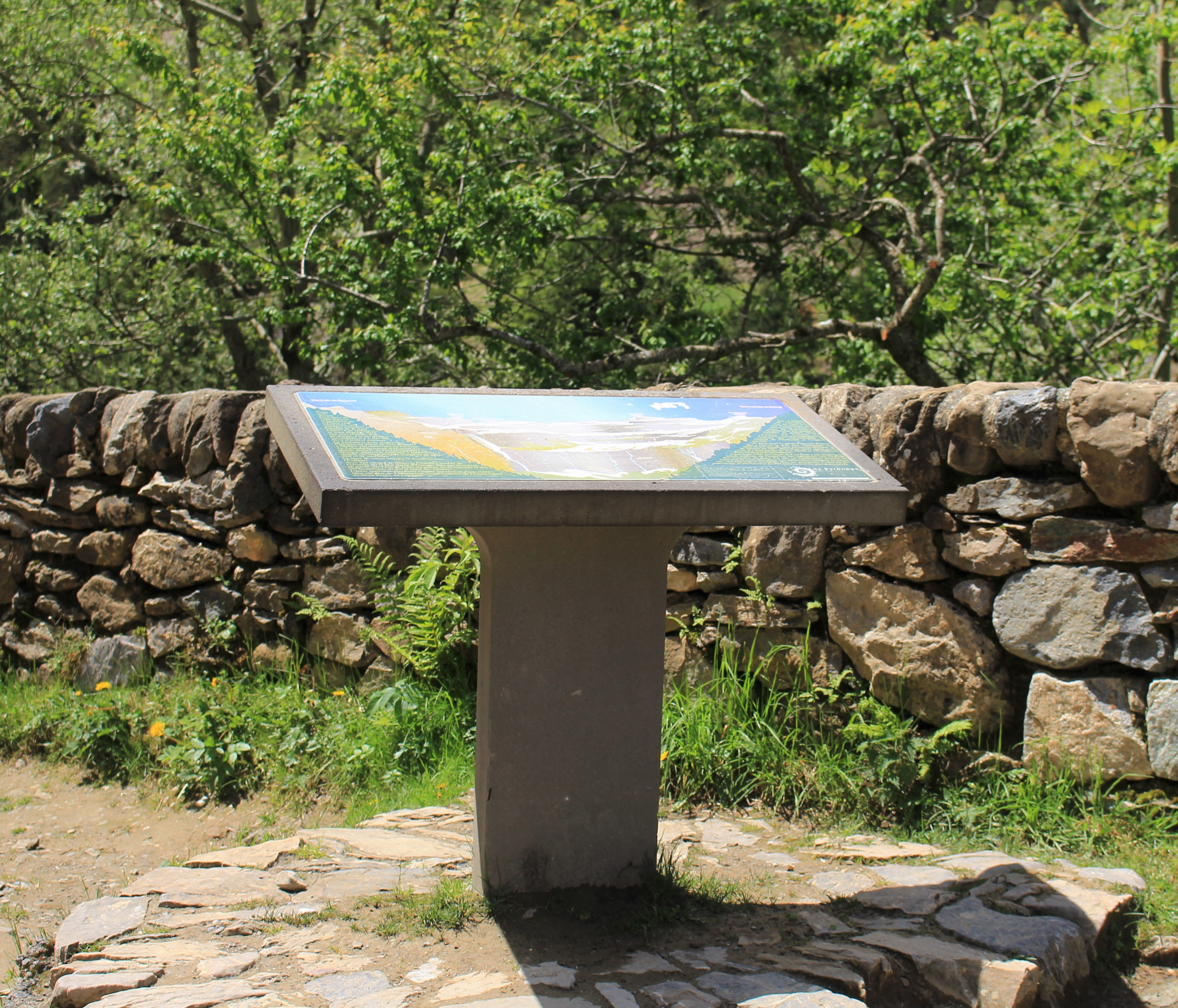
A l'Hôtellerie du Cirque.
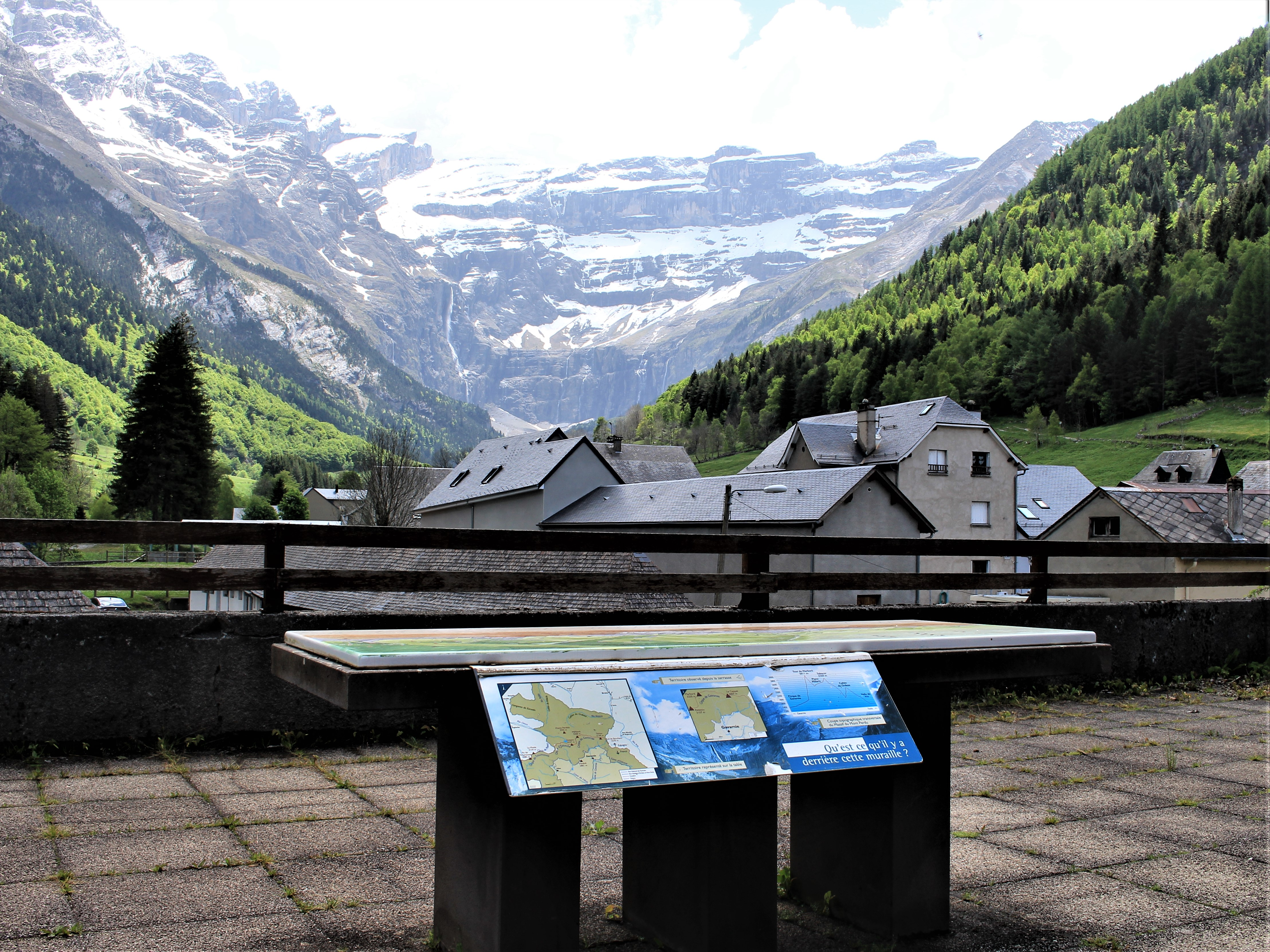
A la maison du Parc à Gavarnie.
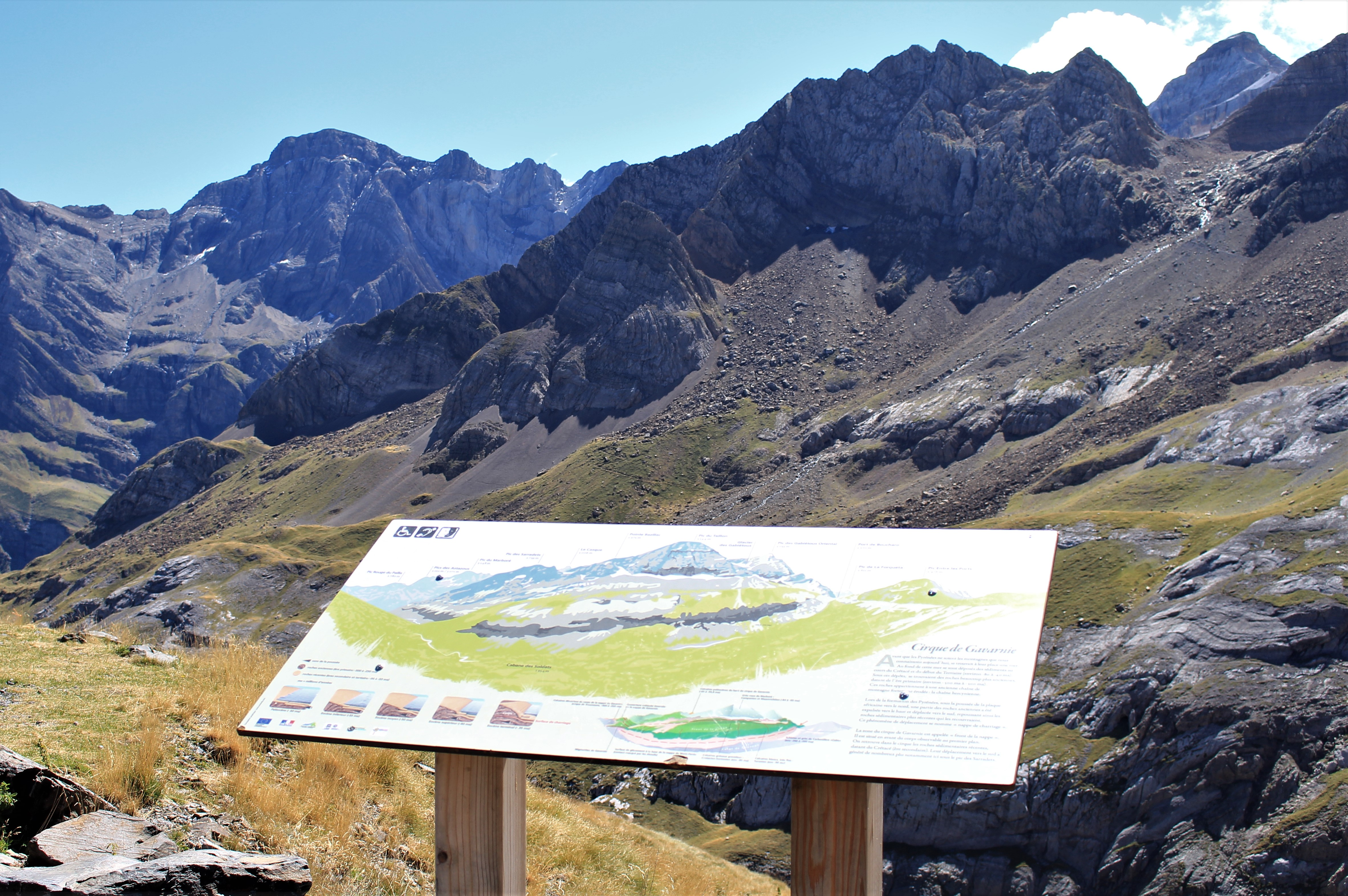
Au col des Tentes.
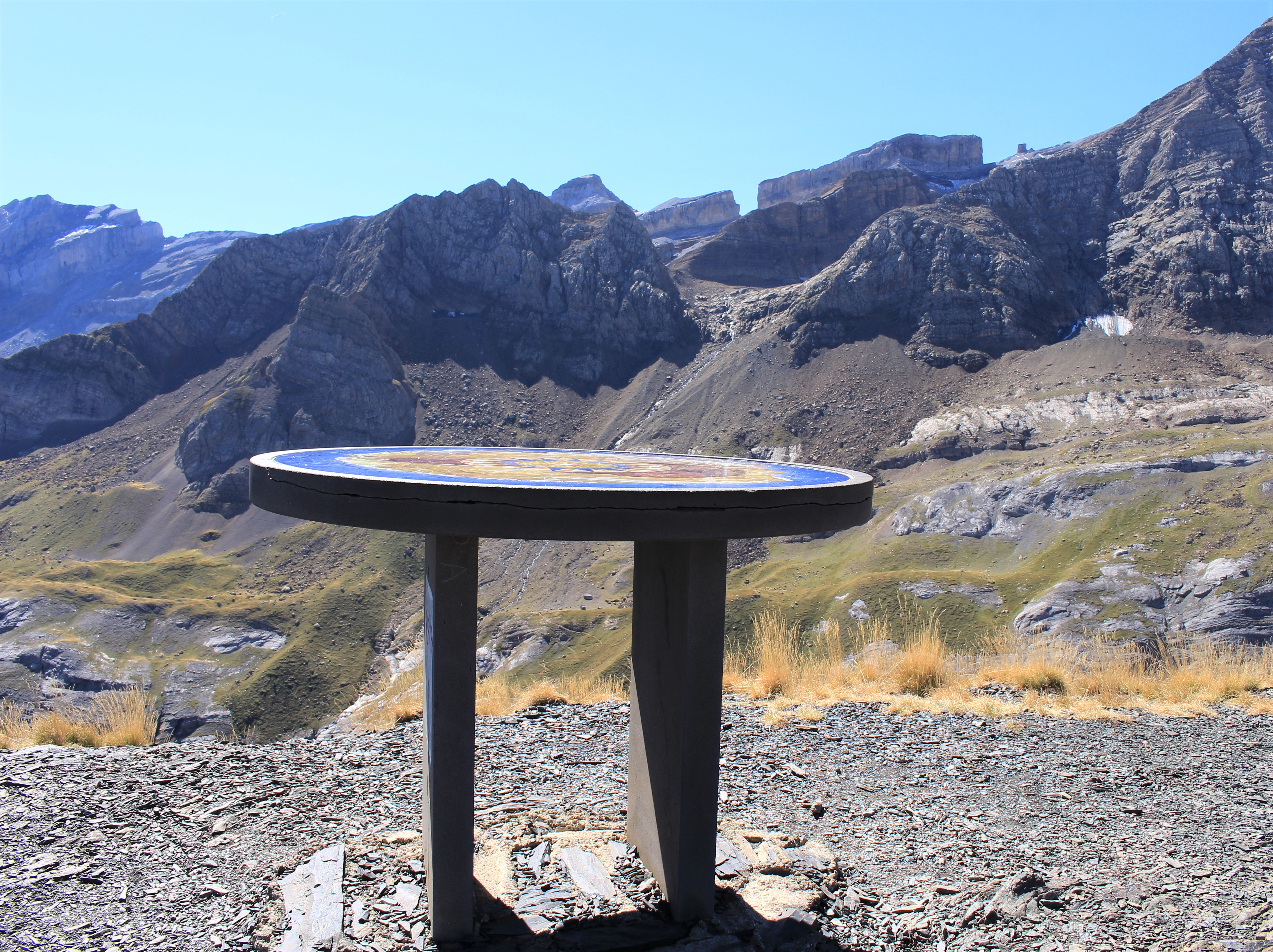
Au pic des Tentes.
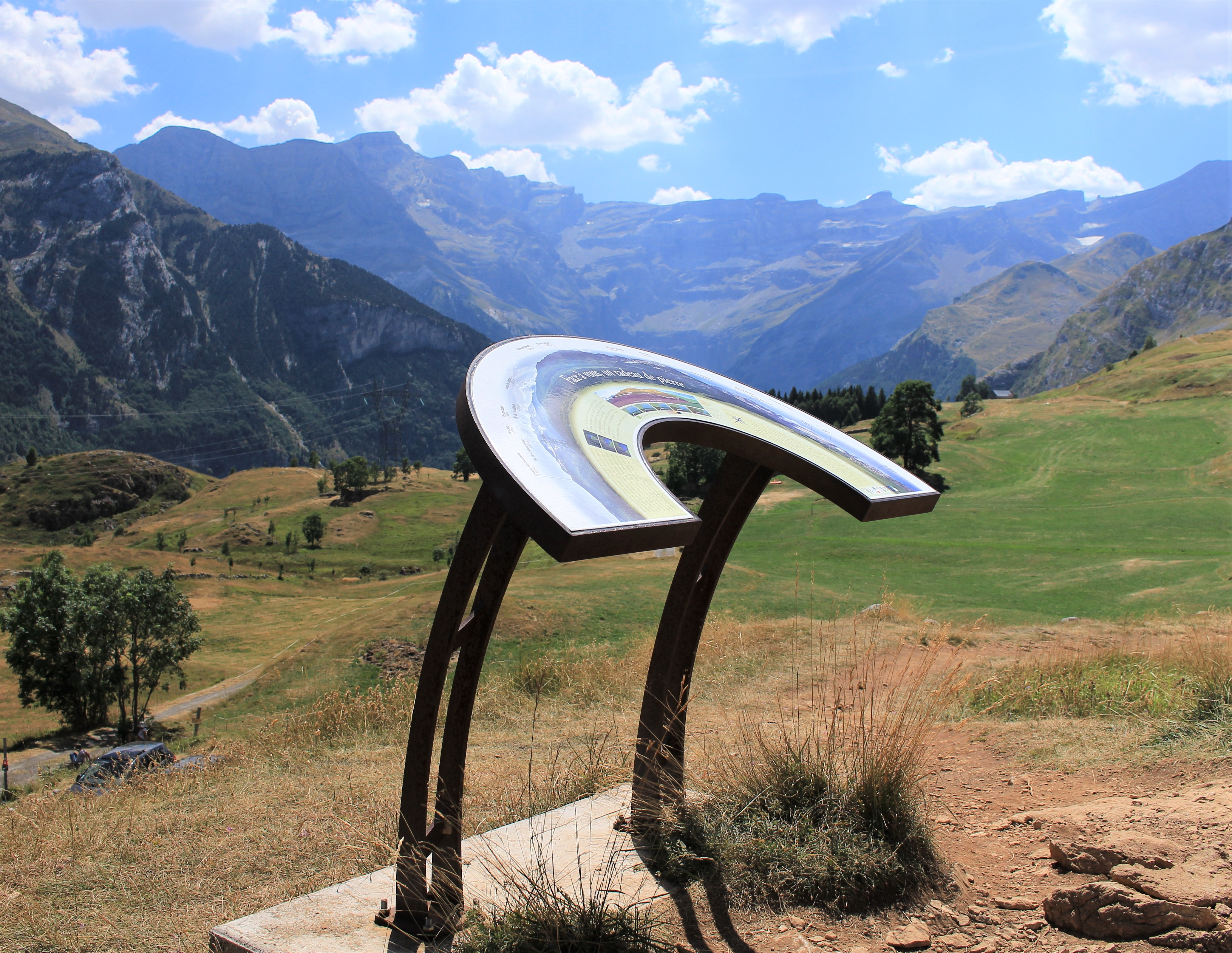
Au plateau de Saugué.
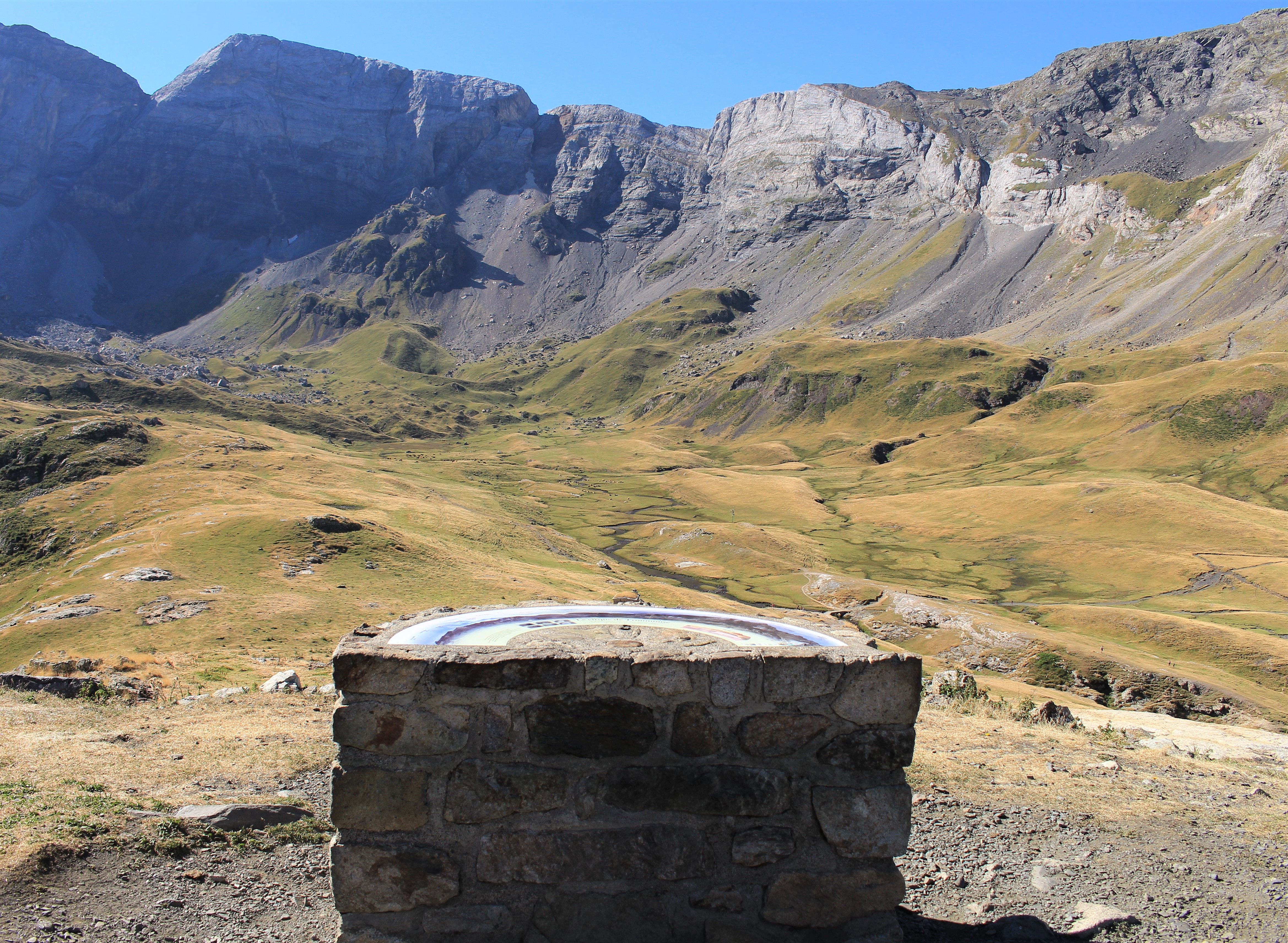
Au cirque de Troumouse.

### Personnalités liées à la commune
- Comte Henry Russell.
- Guides : famille Passet, Georges Ledormeur, François Bernat-Salles et les guides de montagne de Gavarnie.
- Margalide et Louis Le Bondidier.
- Franz Schrader, le cartographe des Pyrénées.

### Héraldique
Blason de la commune de Gavarnie (65)
| Blason | Blasonnement : D'argent à un isard au naturel sur un tertre herbeux de sinople mouvant de la pointe de l'écu, au chef de gueules chargé d'une croix pattée de huit pointes d'argent, sur laquelle broche en cœur un besant d'or, accostée de deux coquilles du même. |

Blason de la commune de Gèdre (65)
| Blason | Blasonnement : De sinople aux deux burèles ondées d'argent chacune surmontée d'une truite du même, la seconde contournée, au chef d'or chargé d'une couronne de comte d'argent. Commentaires : armes fautives. |